# 7. Februar
Der 7. Februar ist der 38. Tag des gregorianischen Kalenders, somit bleiben 327 Tage (in Schaltjahren 328 Tage) bis zum Jahresende.

## Ereignisse

### Politik und Weltgeschehen

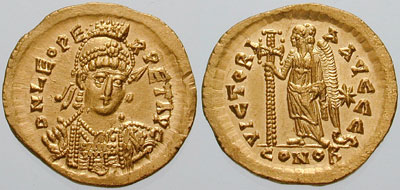
457: Leo I.

- 0457: Leo I. wird nach dem Tod Markians vom Magister Militum Aspar zum Kaiser des Oströmischen Reiches erhoben. Die Krönung führt erstmals der Patriarch von Konstantinopel durch.
- 1238: In Russland erobern in der Zeit der Mongolenstürme eingedrungene Mongolen unter Batu Khan Wladimir, Hauptstadt des Fürstentums Wladimir-Susdal, massakrieren die Bevölkerung und brennen die Stadt nieder.
- 1249: In Christburg wird ein Friedensvertrag geschlossen, der das Verhältnis zwischen den Prußen und dem siegreichen Deutschen Orden regelt.
- 1311: In Prag werden Johann von Böhmen und seine Frau Elisabeth zu König und Königin von Böhmen gekrönt.

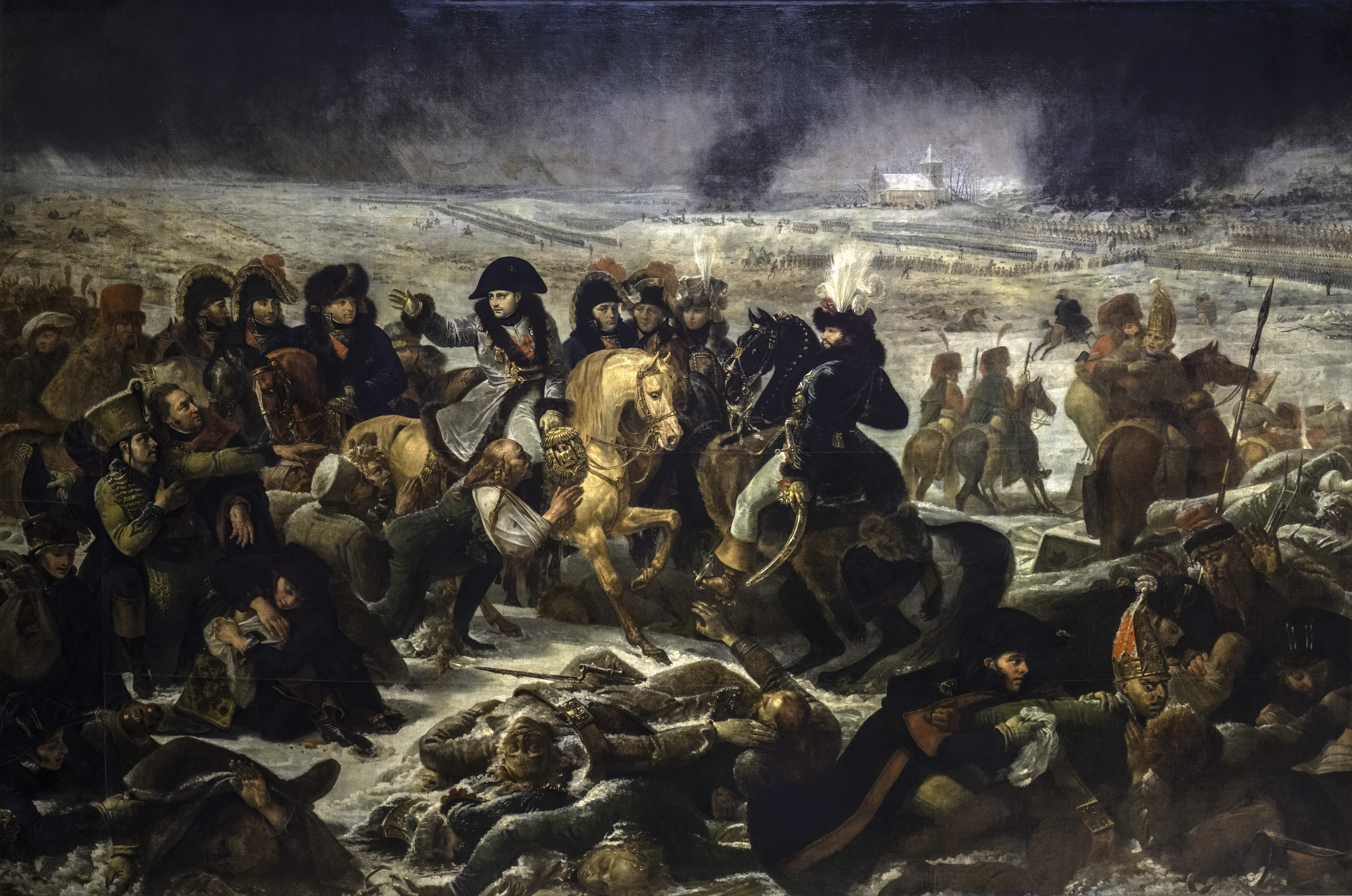
1807: Schlacht bei Preußisch Eylau

- 1807: Im Vierten Koalitionskrieg beginnt die Schlacht bei Preußisch Eylau zwischen der französischen Armee auf der einen und preußisch-russischen Einheiten auf der anderen Seite. Sie endet tags darauf ohne Sieger.
- 1821: Der amerikanische Robbenjäger John Davis betritt laut eigenen Angaben, die jedoch vielfach angezweifelt werden, als erster Mensch antarktischen Boden.
- 1855: Zwischen Russland und Japan wird der Vertrag von Shimoda geschlossen. Neben der Aufnahme diplomatischer Beziehungen und der Öffnung dreier japanischer Häfen für die Versorgung der russischen Flotte wird die gemeinsame Grenze bei den Kurilen festgelegt. Im Kurilenkonflikt spielt dieser Vertrag noch heute eine Rolle.
- 1898: Émile Zola wird aufgrund seines offenen Briefes vom 13. Januar an den französischen Präsidenten Félix Faure, in dem er der Justiz Irrtümer bei der Verurteilung von Alfred Dreyfus vorgeworfen und die Dreyfus-Affäre ins Rollen gebracht hat, wegen Verleumdung angeklagt.
- 1915: Im Ersten Weltkrieg beginnen die deutschen Truppen eine Offensive an der Ostfront. In der Winterschlacht in Masuren unterschätzt die russische 10. Armee den deutschen Angriff und entgeht nur knapp der Vernichtung.

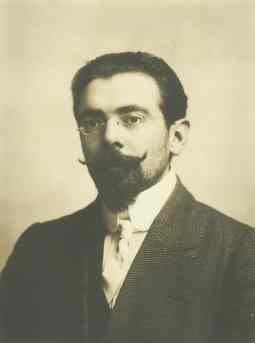
1922: António Maria da Silva

- 1922: António Maria da Silva wird zum zweiten Mal Premierminister von Portugal.
- 1942: Kroatische Ustascha-Angehörige ermorden in Drakulici bei Banja Luka innerhalb weniger Stunden 2300 serbische Zivilisten, darunter 551 Kinder.

1971: Ergebnis der Volksabstimmung in der Schweiz

- 1971: In der Schweiz wird in einer Volksabstimmung bei einer Stimmbeteiligung von 58 % mit 66 % Ja-Stimmen die Einführung des Stimm- und Wahlrechts für Frauen auf Bundesebene gebilligt. In den Kantonen Freiburg, Zug, Schaffhausen und Aargau wird das Frauenstimmrecht in Kantons- und Gemeindeangelegenheiten von den Stimmbürgern ebenfalls angenommen.

1974: Flagge von Grenada

- 1974: Grenada erhält seine Unabhängigkeit von Großbritannien innerhalb des Commonwealth of Nations und erhält gleichzeitig eine neue Flagge. Eric M. Gairy wird Premierminister.
- 1986: Auf den Philippinen finden vorgezogene Präsidentschaftswahlen statt. Wichtigste Gegenkandidatin von Präsident Ferdinand Marcos ist Corazon Aquino, die Witwe des drei Jahre zuvor ermordeten Benigno Aquino jr. Durch massiven Wahlbetrug gewinnt Marcos die Wahl.
- 1986: Nach dreimonatigen Protesten flieht der haitianische Diktator „Baby Doc“ Jean-Claude Duvalier aus Haiti und geht ins Exil nach Frankreich.

1992: Die drei Säulen der Europäischen Union

- 1992: In Maastricht wird vom Europäischen Rat der Vertrag von Maastricht unterzeichnet. Darin wird die Europäische Union gegründet und deren „drei Säulen“ festgelegt, die Europäischen Gemeinschaften, die Gemeinsame Außen- und Sicherheitspolitik und die polizeiliche und justizielle Zusammenarbeit in Strafsachen.
- 1995: In Islamabad wird Ramzi Ahmed Yousef festgenommen. Er wird verdächtigt, einer der Drahtzieher beim Bombenanschlag auf das World Trade Center 1993 gewesen zu sein. Pakistan liefert ihn deshalb später an die Vereinigten Staaten aus, wo er zu 240 Jahren Haft verurteilt wird.
- 1999: Zwischen Eritrea und Äthiopien entbrennt ein neuer Grenzstreit, der zwei Tage später zu einem offenen Krieg führt.
- 1999: Nach dem Tod König Husseins von Jordanien folgt ihm sein Sohn Abdullah II. nach.
- 2012: Der Staatspräsident der Malediven, Mohamed Nasheed tritt nach Protesten der Bevölkerung und einer Meuterei von Polizisten und Demonstranten zurück.

### Wirtschaft
- 1871: James Beall Morrison, ein US-amerikanischer Zahnarzt, lässt sich seine Tretbohrmaschine patentieren. Sie erleichtert Dentisten das Behandeln kariöser Defekte bis zur Einführung des Doriotgestänges in die Arztpraxis.
- 1882: Die Berliner Stadtbahn nimmt ihren Betrieb auf, zunächst nur im Nahverkehr.
- 1885: Der Geestemünder Fischgroßhändler Friedrich Busse stellt in seinem Unternehmen den ersten deutschen Fischdampfer Sagitta in Dienst, der bald zum Trawler ausgerüstet wird. Mit dessen Fängen setzt die deutsche Hochseefischerei ein.
- 1899: Der US-amerikanische Rüstungskonzern General Dynamics wird, unter dem vorläufigen Namen Electric Boat Company, gegründet.

### Wissenschaft und Technik

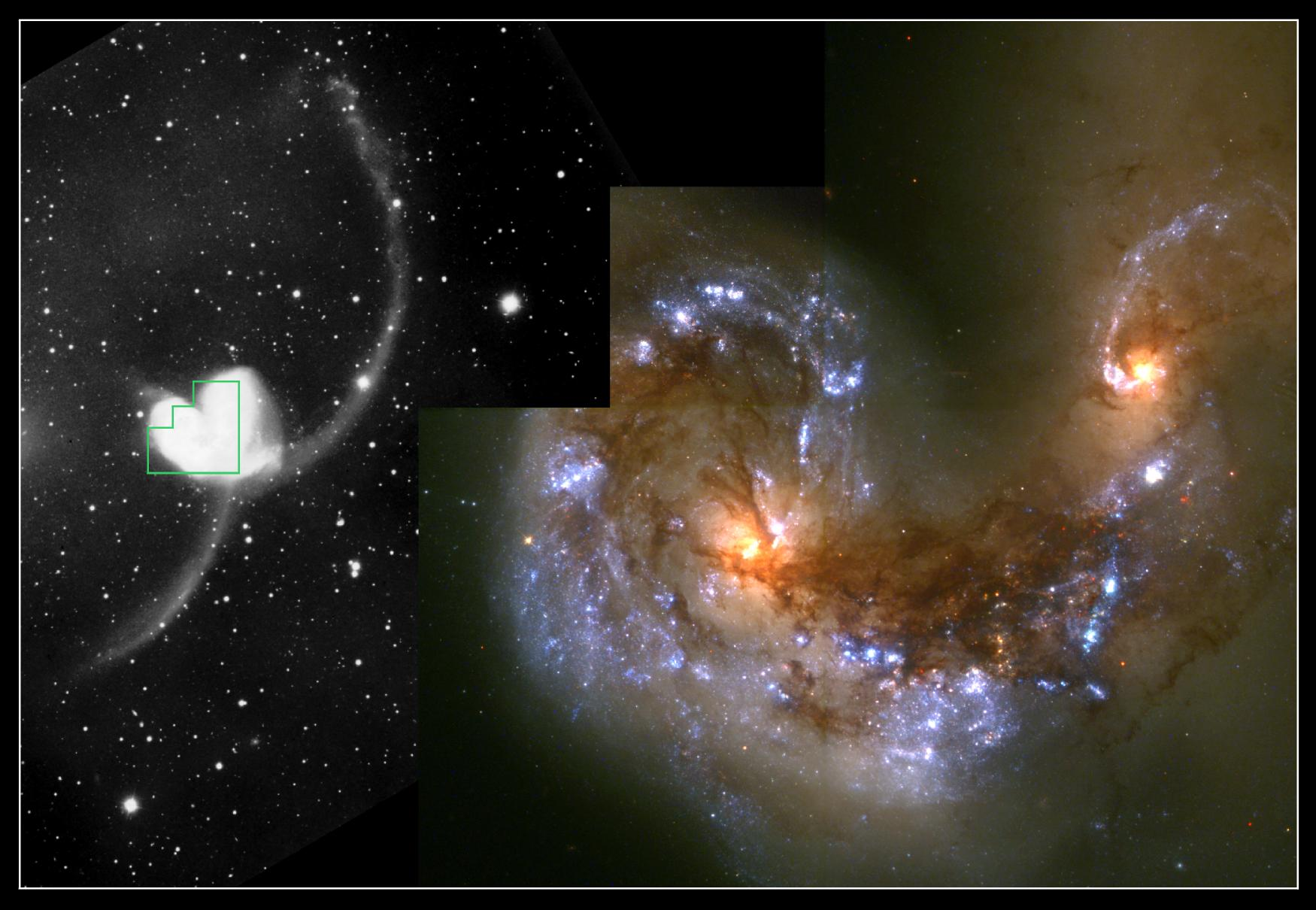
1785: Antennen-Galaxien

- 1785: Der deutsch-britische Astronom Wilhelm Herschel entdeckt im Sternbild Rabe die Antennen-Galaxien.
- 1925: Raymond Dart beschreibt in Nature das Kind von Taung, den ersten Fund der von ihm zugleich neu benannten Vormenschen-Gattung Australopithecus
- 1935: Nach mehreren Jahren unterwegs in der Mongolei und der Wüste Gobi kommt die Chinesisch-Schwedische Expedition unter der Leitung von Sven Hedin auf der südlichen Route der Seidenstraße in Xi’an an.
- 1946: In Berlin beginnt der DIAS (Drahtfunk im amerikanischen Sektor), Vorgänger des RIAS, über Telefonleitungen zu senden. Der Sender ist als Gegenprogramm zum Berliner Rundfunk gedacht, der sich unter sowjetischer Kontrolle befindet.

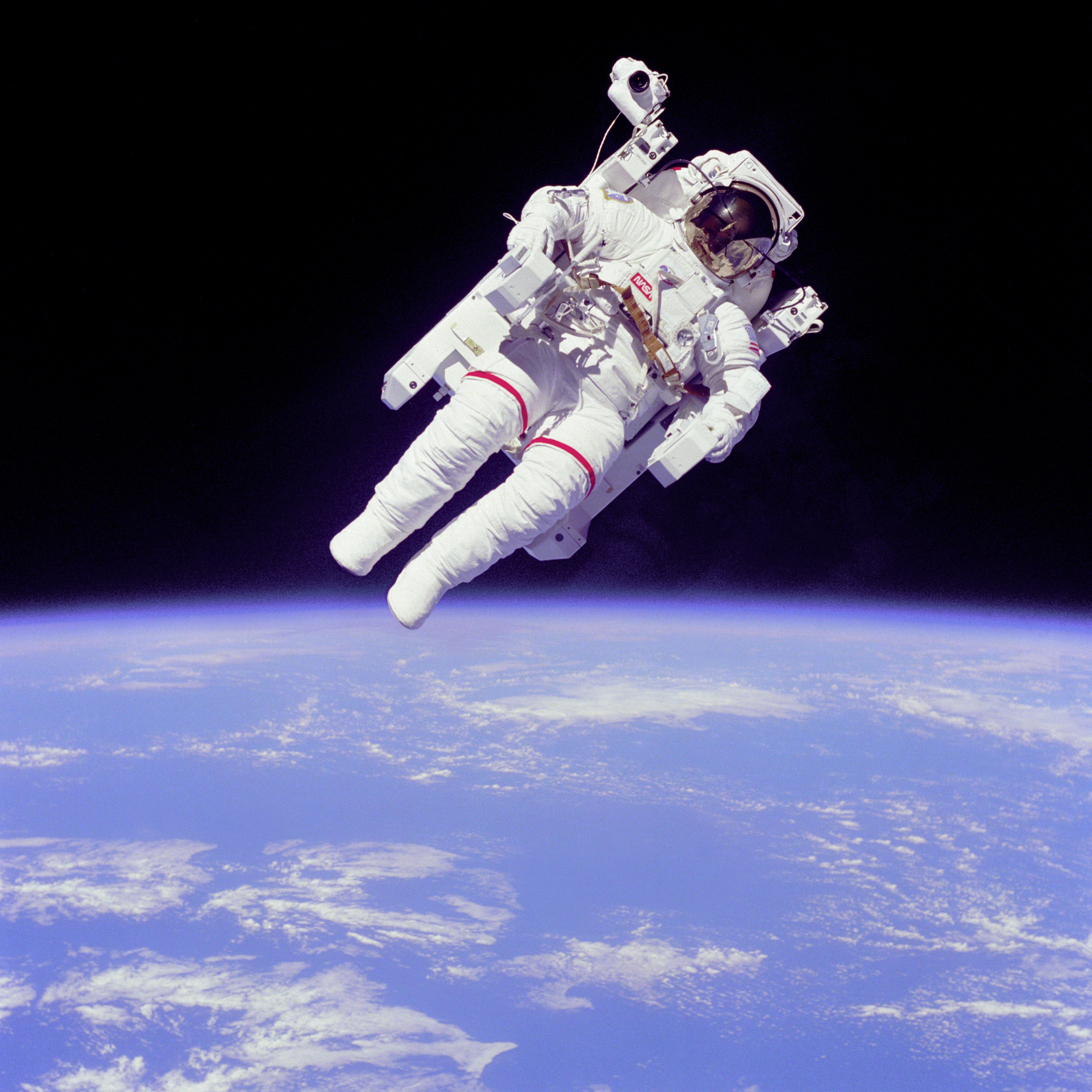
1984: Bruce McCandless mit der MMU

- 1984: Bei der Mission STS-41-B des Space Shuttle Challenger führt der Astronaut Bruce McCandless erstmals einen Außenbordeinsatz mit einem Düsenrucksack – einer sogenannten Manned Maneuvering Unit (MMU) – durch.

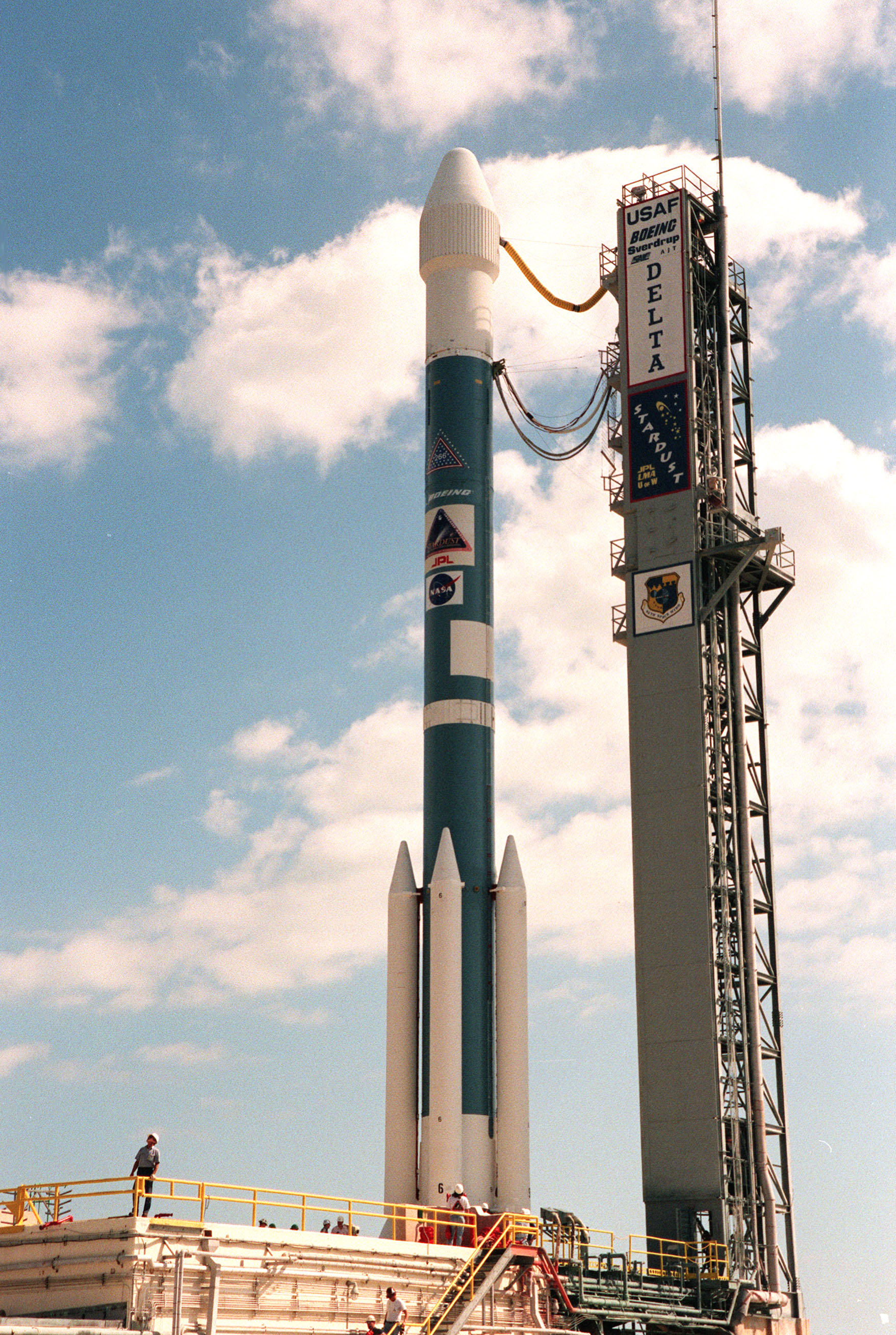
1999: Stardust vor dem Start

- 1999: Die NASA-Sonde Stardust wird zur Erforschung von Kometen mit einer Delta-II-7426-Trägerrakete von der Cape Canaveral Air Force Station gestartet.

### Kultur

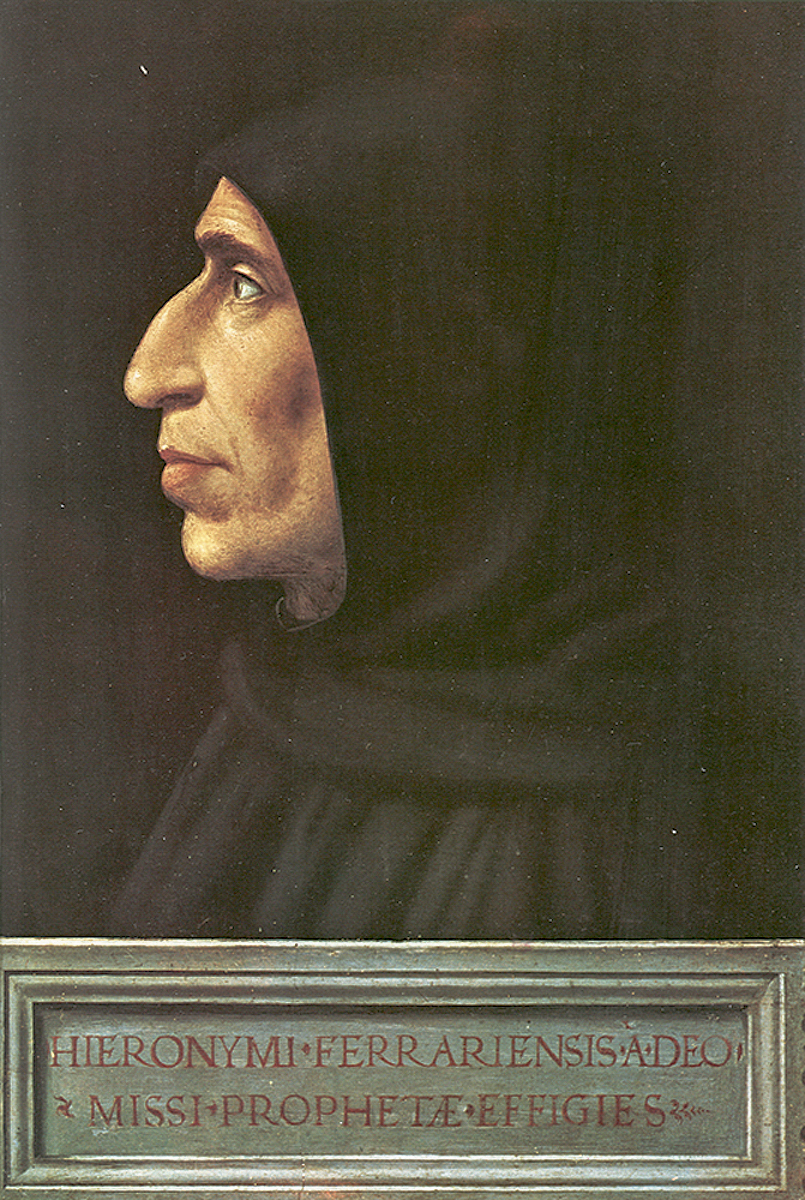
1497: Girolamo Savonarola

- 1497: Nach einer flammenden Predigt von Girolamo Savonarola werden in Florenz unzählige Luxusgegenstände und Kulturgüter verbrannt. Sandro Botticelli übergibt einige seiner Bilder eigenhändig den Flammen.
- 1662: In Paris findet die Uraufführung der Oper Der verliebte Herkules von Francesco Cavalli statt.
- 1725: Am Theater am Gänsemarkt in Hamburg erfolgt die Uraufführung des Singspiels Bretislaus, oder Die siegende Beständigkeit von Reinhard Keiser.
- 1786: Die komische Oper Prima la musica e poi le parole von Antonio Salieri wird in der Orangerie von Schloss Schönbrunn in Wien uraufgeführt. Bei gleicher Gelegenheit wird auch das Singspiel Der Schauspieldirektor von Wolfgang Amadeus Mozart nach dem Libretto von Johann Gottlieb Stephanie zur Uraufführung gebracht, das ein ähnliches Thema behandelt. Salieris Werk erhält vom Publikum den Vorzug.
- 1792: Il matrimonio segreto (Die heimliche Ehe), eine komische Oper in zwei Akten von Domenico Cimarosa, ist bei der Uraufführung am Wiener Hofburgtheater so erfolgreich, dass sie noch am selben Abend neuerlich aufgeführt werden muss.
- 1860: In Warschau wird die Oper Hrabina (Die Gräfin) von Stanisław Moniuszko uraufgeführt.
- 1914: Die Filmkomödie Seifenkistenrennen in Venice, in der Charlie Chaplin erstmals in der Rolle des Tramps zu sehen ist, wird uraufgeführt.

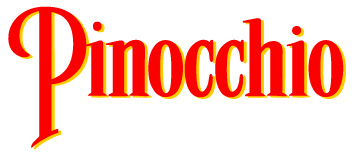
1940: Titelschriftzug von Pinocchio

- 1940: Walt Disneys zweiter abendfüllender Zeichentrickfilm Pinocchio hat in den Vereinigten Staaten Premiere.
- 1964: Die Beatles landen auf ihrer ersten Amerika-Reise auf dem New Yorker John F. Kennedy Airport, wo sie auf dem Rollfeld von 5.000 Fans und 200 Journalisten empfangen werden.

### Gesellschaft
- 1857: Gustave Flaubert wird von einem Pariser Gericht in einem Strafprozess von der Anklage freigesprochen, mit Schilderungen im Roman Madame Bovary gegen Moral und Religion verstoßen zu haben.
- 1901: Königin Wilhelmina heiratet in den Niederlanden den deutschen Herzog Heinrich zu Mecklenburg.
- 1986: Betty Mahmoody und ihre Tochter kommen in Michigan (USA) an, nach einer anderthalbjährigen Geiselnahme durch ihren Mann und Vater in Teheran (Iran). Später erscheint ihr Bestseller Nicht ohne meine Tochter und der gleichnamige Film mit Sally Field.

### Religion

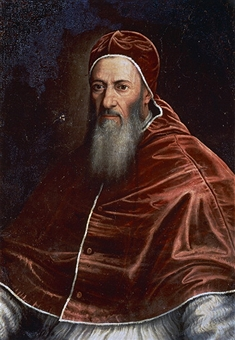
1550: Julius III.

- 1550: Kardinal Giovanni Maria del Monte, Konzilspräsident in Trient und Bologna, wird in Rom zum Papst gewählt und nimmt den Namen Julius III. an.

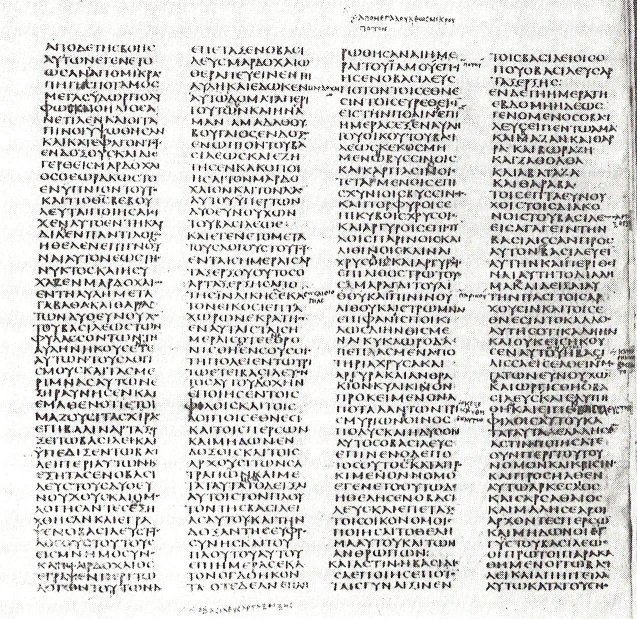
1859: Ausschnitt aus dem Codex Sinaiticus

- 1859: Der Codex Sinaiticus, ein Bibel-Manuskript aus dem 4. Jahrhundert, wird von Konstantin von Tischendorf im Katharinenkloster auf dem Sinai entdeckt.
- 1905: Papst Pius X. erneuert den Christusorden, den höchsten Verdienstorden des Heiligen Stuhls.

### Katastrophen
- 1812: Nach dem 16. Dezember des Vorjahres und dem 23. Januar kommt es zum dritten Mal bei New Madrid, Missouri, zu einem schweren Erdbeben der Stärke 7 auf der Richterskala. Nach den drei Erdbeben ist etwa die Hälfte der Stadt völlig zerstört.

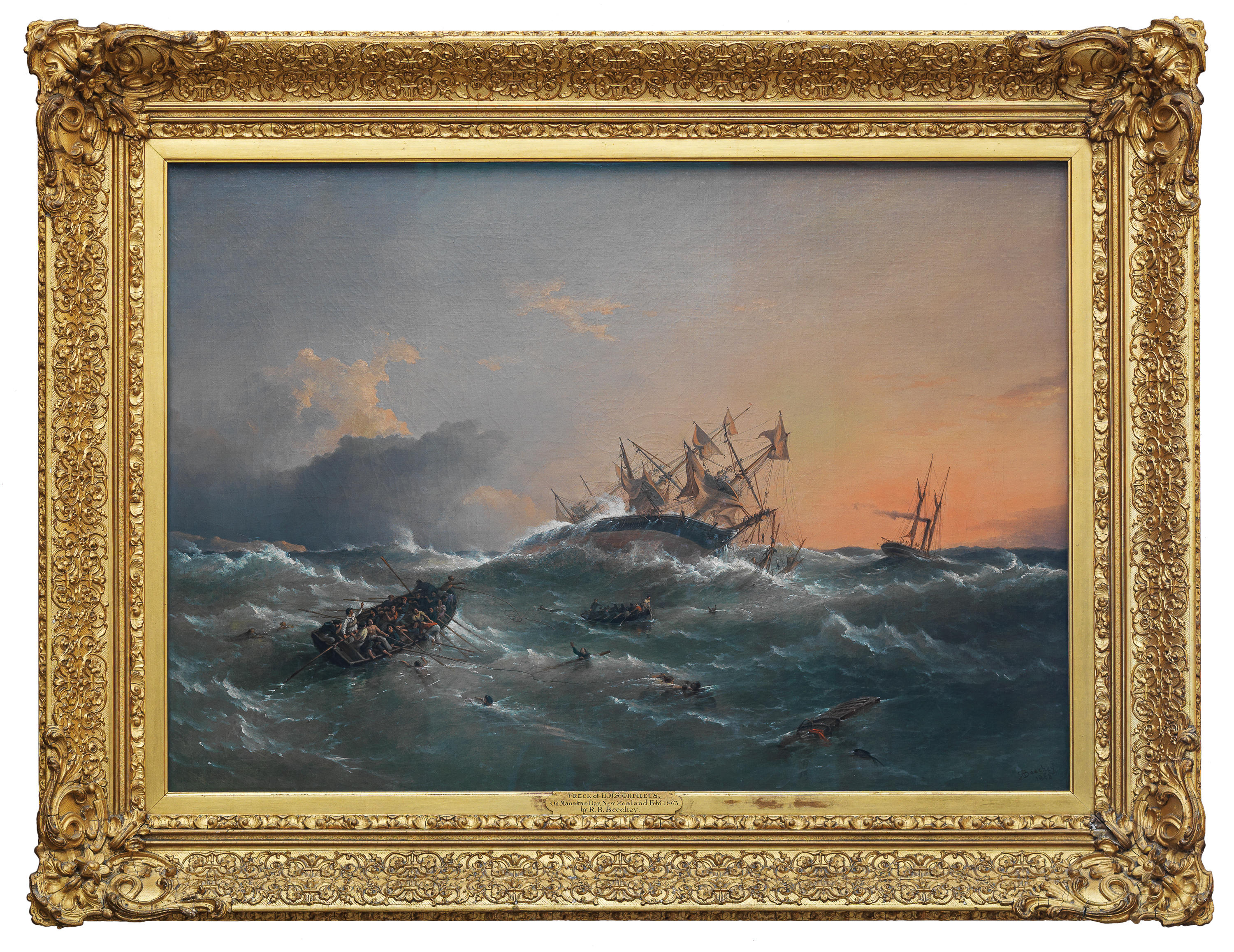
1863: Der Untergang der HMS Orpheus

- 1863: Das australische Flaggschiff HMS Orpheus sinkt vor Neuseeland. 189 der 259 Besatzungsmitglieder kommen bei dem schlimmsten Schiffsunglück in neuseeländischen Gewässern ums Leben.

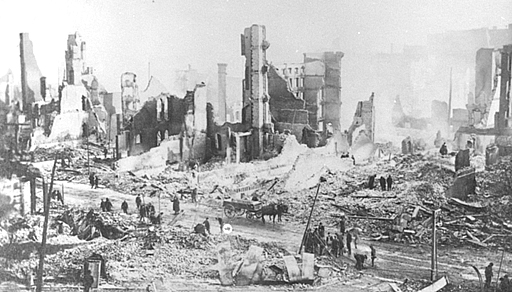
1904: Nach dem Großbrand in Baltimore

- 1904: Das US-amerikanische Baltimore wird von einem Großbrand heimgesucht, der weite Teile der Stadt einäschert. Unmittelbare Personenschäden beim Brand selbst sind nicht zu beklagen, doch entsteht ein auf 150 Millionen US-Dollar geschätzter Sachschaden.
- 1962: Beim Grubenunglück von Luisenthal im saarländischen Völklingen kommen bei einer Kohlenstaubexplosion 299 Bergleute ums Leben.
- 2009: Beginn der Buschfeuer in Victoria. Mindestens 173 Menschen sterben in der bisher größten Brandkatastrophe Australiens.

Kleinere Unglücksfälle sind in den Unterartikeln von Katastrophe und in der Liste von Katastrophen aufgeführt.

### Natur und Umwelt

Die Bahnen von Pluto (rot) und Neptun (blau)

- 1979: Aufgrund seiner exzentrischen Umlaufbahn tritt der Zwergplanet Pluto in eine bis zum 11. Februar 1999 währende Zeitphase ein, in der er der Sonne näher ist als der Planet Neptun.

### Sport
- 1855: In Königsberg wird der Segelclub Rhe gegründet, der älteste bestehende deutsche Segelverein.
- 1997: Der britische Boxer Lennox Lewis gewinnt den WBC-Weltmeistertitel im Schwergewicht gegen Oliver McCall im Hilton Hotel, Las Vegas, durch technischen K. o.
- 1998: Der japanische Kaiser Akihito eröffnet die XVIII. Olympischen Winterspiele in Nagano. Der nordische Kombinierer Kenji Ogiwara spricht die olympische Eidesformel, die ehemalige Eiskunstläuferin Midori Itō entzündet das olympische Feuer.
- 2005: Die Britin Ellen MacArthur wird im Einhandsegeln schnellste Weltumseglerin.

Einträge von Leichtathletik-Weltrekorden befinden sich unter der jeweiligen Disziplin unter Leichtathletik.

## Geboren

### Vor dem 18. Jahrhundert
- 0120: Vettius Valens, griechischer Astronom und Astrologe

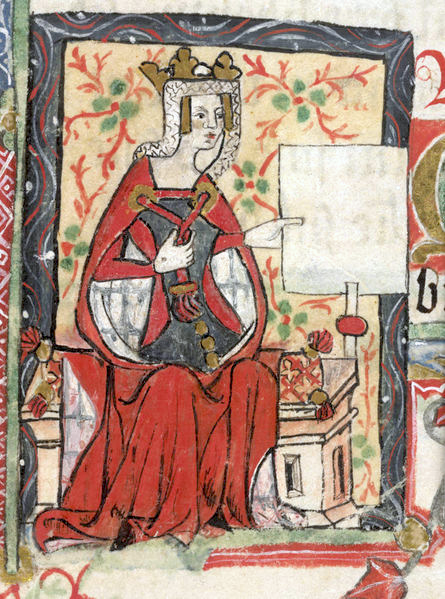
Kaiserin Mathilde (* 1102)

- 1102: Matilda, Tochter des englischen Königs Heinrich I. und Ehefrau des deutschen Kaisers Heinrich V.
- 1449: Adriana von Nassau-Dillenburg, Gräfin von Hanau-Münzenberg

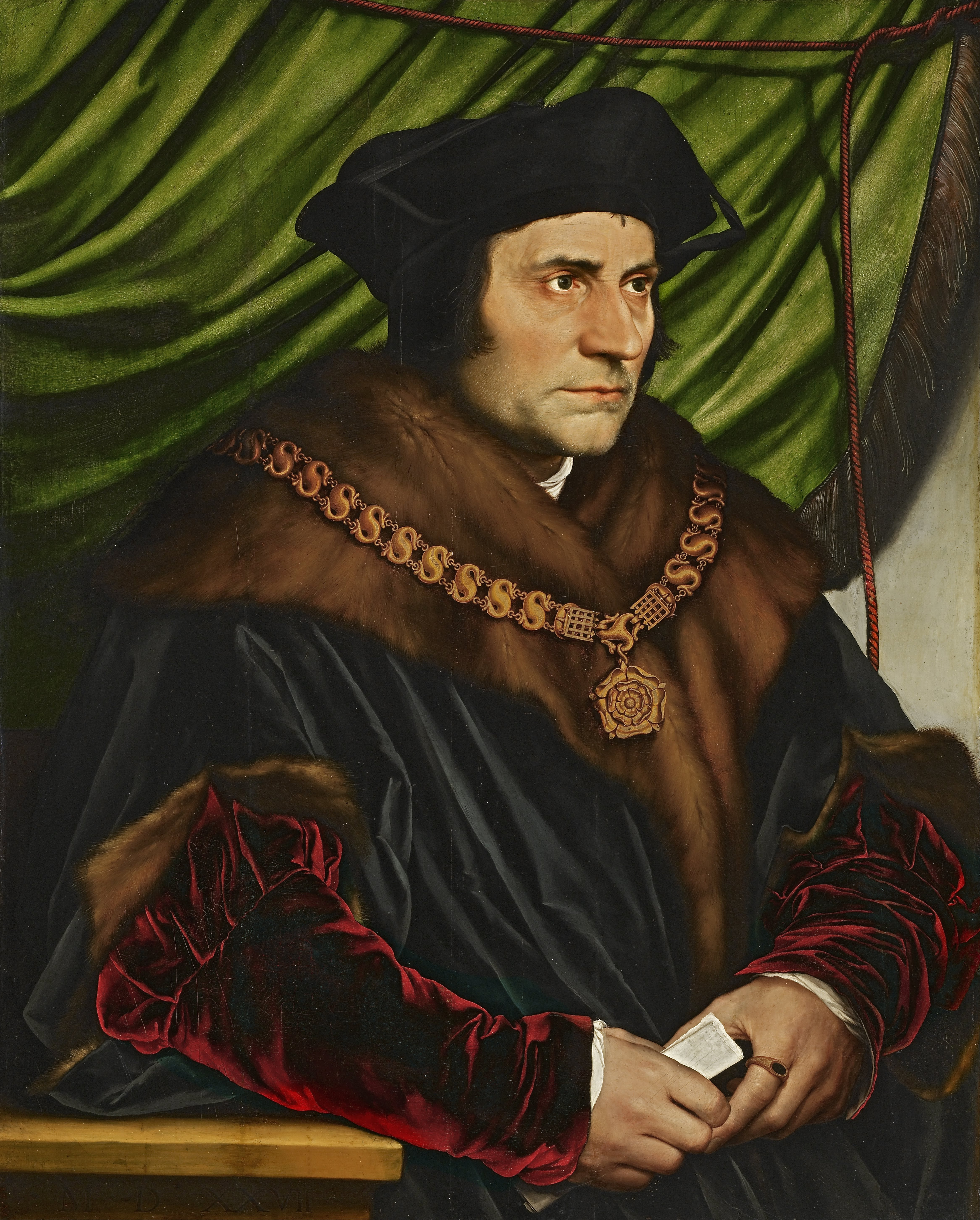
Thomas Morus (* 1478)

- 1478: Thomas Morus, englischer Jurist, Staatsmann und Lordkanzler, Philosoph, Humanist und Autor, Märtyrer
- 1518: Johann Funck, deutscher evangelischer Theologe
- 1539: Henri-Robert de La Marck, Herzog von Bouillon und Fürst von Sedan
- 1556: Maria von Oranien-Nassau, niederländische Adelige, Gräfin von Hohenlohe-Neuenstein

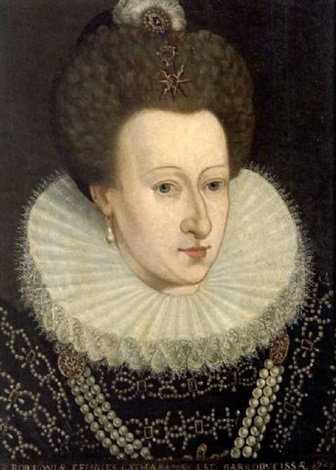
Catherine de Bourbon (* 1559)

- 1559: Catherine de Bourbon, Regentin von Navarra
- 1567: Hans Hillger, kurfürstlich-sächsischer Büchsen- und Glockengießer, Dresdner Ratsherr und Bürgermeister
- 1571: Hartger Henot, Kölner Domherr, Jurist und Doktor beider Rechte
- 1589: Jacob de Witt, Stadtregent und Bürgermeister von Dordrecht
- 1613: Giovanni Maria Bottalla, italienischer Maler
- 1613: Johannes Musaeus, deutscher evangelischer Theologe
- 1620: Peter Musaeus, deutscher evangelischer Theologe, Logiker und Metaphysiker
- 1622: Vittoria della Rovere, Großherzogin von Toskana
- 1644: Nils Bielke, schwedischer General und Gouverneur von Schwedisch-Pommern
- 1667: Zacharias Wolf, deutscher Heerführer
- 1670: Edward Lloyd, britischer Kolonialgouverneur von Maryland
- 1676: Mechitar von Sebasteia, armenischer Ordensgründer
- 1684: Georg Jakob Schwindel, deutscher Theologe und Historiker
- 1688: Cadwallader Colden, britischer Wissenschaftler und kommissarischer Gouverneur der Provinz New York
- 1688: Marie Luise von Hessen-Kassel, Fürstin von Nassau-Dietz und Prinzessin von Oranien, Statthalterin von Friesland, Groningen und Drenthe
- 1690: Karl Friedrich II., Herzog von Württemberg-Oels
- 1693: Anna, Kaiserin von Russland
- 1697: Anna Maria Christmann, deutsche Soldatin

### 18. Jahrhundert
- 1708: Anna Petrowna, russische Adelige, Tochter von Peter dem Großen, Mutter von Peter III.
- 1713: Henry Moore, 1. Baronet, britischer Gouverneur der Provinzen Jamaika und New York
- 1715: Johann Anwander, deutscher Rokokomaler und Freskant
- 1723: Peter Anich, österreichischer Geodät und Kartograf, Astronom, sowie Konstrukteur von Sonnenuhren und Globen
- 1730: Immanuel Friedrich Gregorius, deutscher Theologe und Historiker
- 1733: Johann Ferdinand Hetzendorf von Hohenberg, österreichischer Architekt
- 1736: Otto Magnus von Stackelberg, deutsch-baltisch-russischer Diplomat
- 1738: Karl August von Greiffenberg, preußischer Generalmajor
- 1741: Johann Heinrich Füssli, Schweizer Maler
- 1743: Ludwig Daniel Heyd, deutscher Hofbildhauer
- 1749: Benjamin Ogle, US-amerikanischer Politiker, Gouverneur von Maryland
- 1752: Pascal Antoine Fiorella, französischer General korsischer Herkunft
- 1753: Nicolas Alexandre Salins de Montfort, französischer Architekt
- 1756: Johann Heinrich Michael Andresse, preußischer Jurist
- 1758: Benedikt Schack, österreichischer Sänger und Komponist
- 1765: Caspar Hilt, deutscher Jurist
- 1766: Joseph Franz von Jacquin, österreichischer Botaniker und Chemiker
- 1766: Alexander Labsin, russischer Schriftsteller
- 1766: Frederick North, 5. Earl of Guilford, britischer Politiker und Kolonialbeamter
- 1772: Hans Hagerup Falbe, dänisch-norwegischer Komponist und Politiker
- 1775: Johann Diederich Gries, deutscher Übersetzer
- 1777: Dinicu Golescu, rumänischer Politiker und Schriftsteller
- 1777: Severin Løvenskiold, norwegischer Politiker und Unternehmer

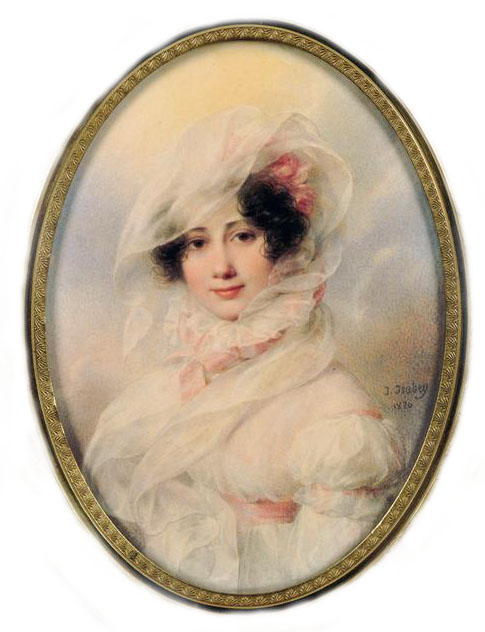
Katharina Bagration (* 1783)

- 1783: Katharina Bagration, russische Aristokratin
- 1785: Frédéric-Auguste Quesnel, kanadischer Politiker
- 1785: Theophilus Friedrich Rothe, deutscher Jurist
- 1786: Antonio José de Irisarri, chilenischer Staatspräsident
- 1790: Hans Heinrich von Könneritz, deutscher Diplomat, Politiker und Rittergutsbesitzer
- 1791: Ernst Alban, deutscher Augenarzt, Maschinenbauer und Pionier des Dampfmaschinenbaus
- 1797: Johann August Grunert, deutscher Mathematiker
- 1800: Theodor von Zwehl, deutscher Politiker, bayerischer Staatsminister, Regierungspräsident

### 19. Jahrhundert

#### 1801–1850
- 1802: Georg Egestorff, deutscher Industrieller
- 1802: Johann Nepomuk Vogl, österreichischer Schriftsteller
- 1802: Werner VIII. von Alvensleben, preußischer Generalleutnant
- 1803: Johann Christian Ziegler, deutscher Maler
- 1805: Louis-Auguste Blanqui, französischer, revolutionärer und sozialistischer Theoretiker
- 1809: Frederik Paludan-Müller, dänischer Schriftsteller

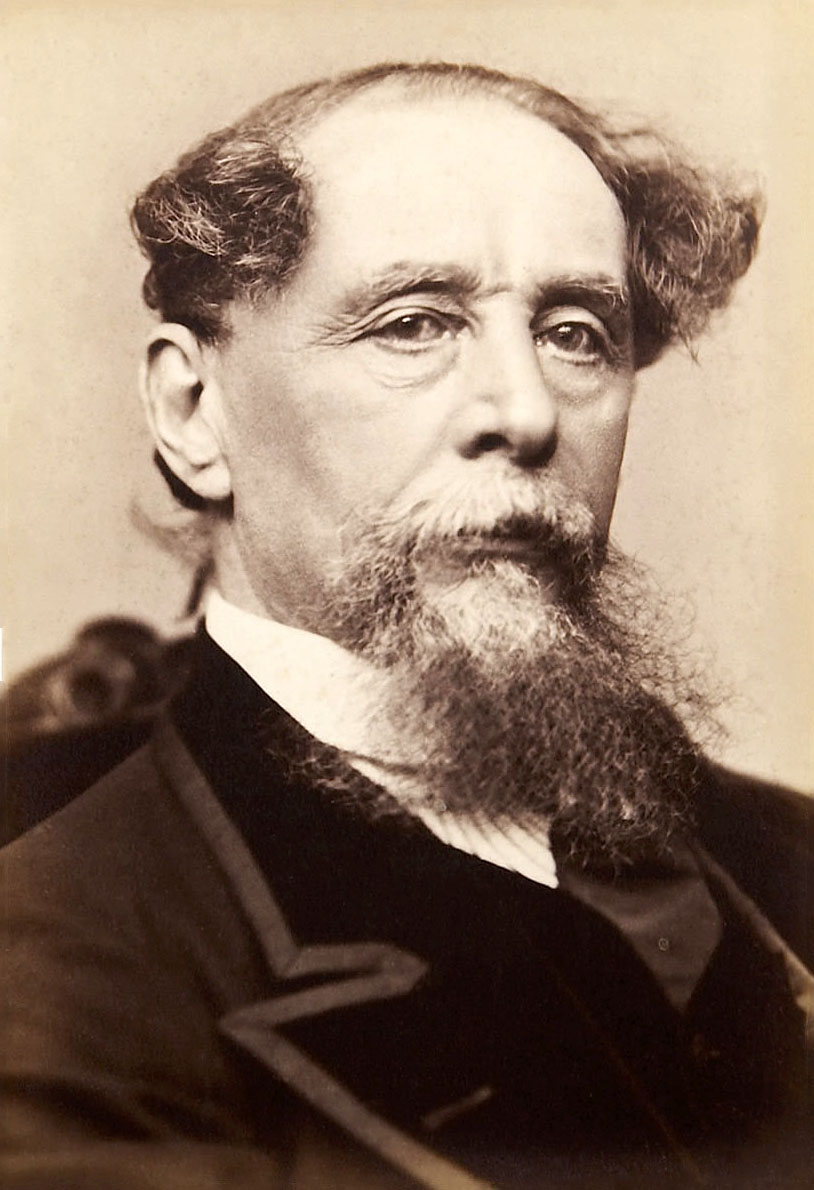
Charles Dickens (* 1812)

- 1812: Charles Dickens, britischer Schriftsteller (Oliver Twist, David Copperfield)
- 1816: Józef Bohdan Dziekoński, polnischer Schriftsteller
- 1816: Jean Frédéric Frenet, französischer Mathematiker, Astronom und Meteorologe

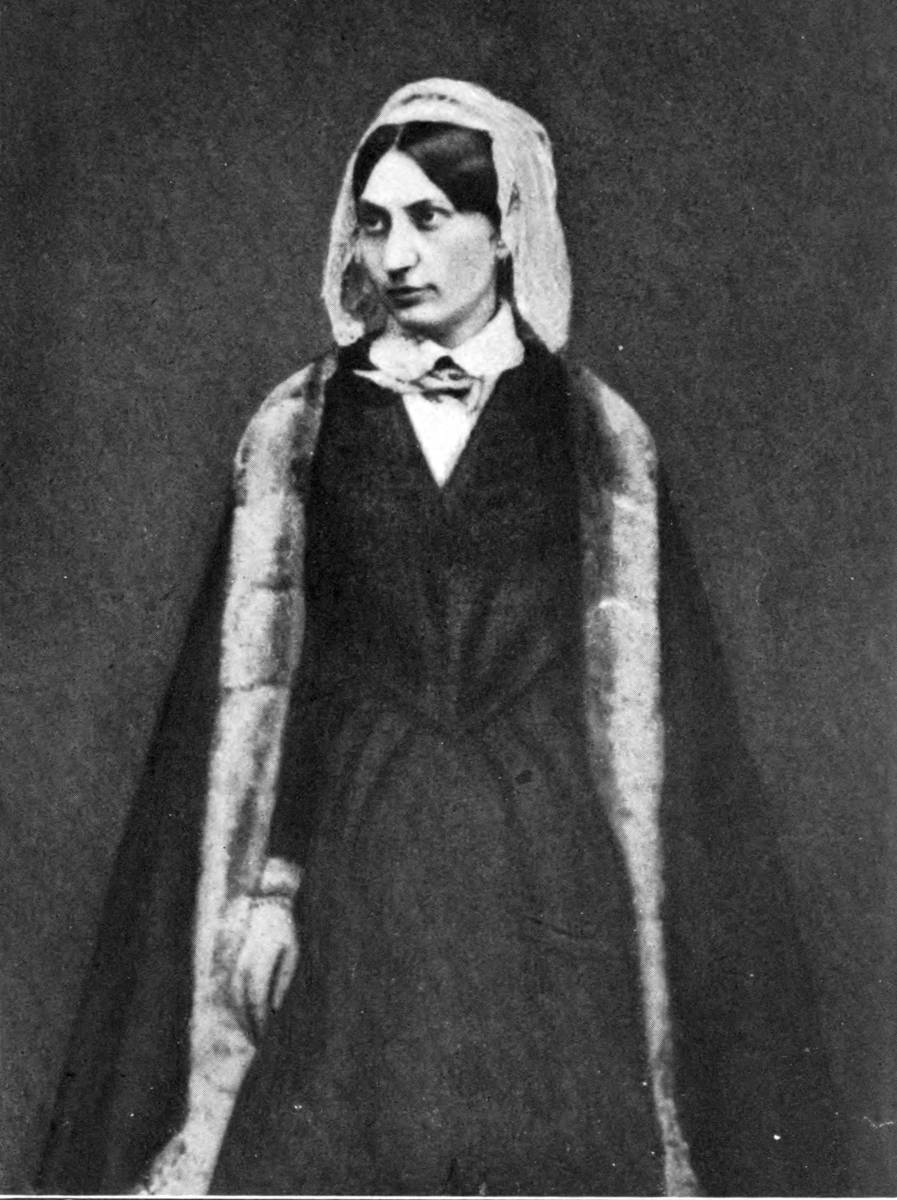
Carolyne zu Sayn-Wittgenstein (* 1819)

- 1819: Carolyne zu Sayn-Wittgenstein, polnisch-ukrainische Adlige, Lebensgefährtin Franz Liszts
- 1823: Richard Genée, deutsch-österreichischer Librettist, Bühnenautor und Komponist
- 1824: William Huggins, britischer Astronom
- 1825: Karl Kořistka, österreichisch-ungarischer Geograph und Kartograph
- 1825: Karl August Möbius, deutscher Zoologe und Ökologe
- 1831: Edmond Cherouvrier, französischer Komponist
- 1834: Estanislao del Campo, argentinischer Dichter und Journalist
- 1837: Emilio Wilhelm Ramsøe, dänischer Komponist und Dirigent
- 1838: Carl Mendelssohn Bartholdy, deutscher Historiker
- 1841: Hermann Menge, deutscher Altphilologe, Pädagoge und Bibelübersetzer (Menge-Bibel)
- 1842: Alexandre Ribot, französischer Politiker, Ministerpräsident
- 1846: Wladimir Jegorowitsch Makowski, russischer Maler
- 1847: Ernst Frank, deutscher Komponist und Dirigent
- 1847ː Theodora von Fiedler-Wurzbach, österreichische Theaterschauspielerin und Schauspiellehrerin
- 1848: Adolf Weil, deutscher Mediziner
- 1849: Joseph Belli, deutscher Organisator sozialdemokratischer Literaturverteilung und Schriftsteller

#### 1851–1900
- 1857: James Hotchkiss Rogers, US-amerikanischer Organist und Komponist

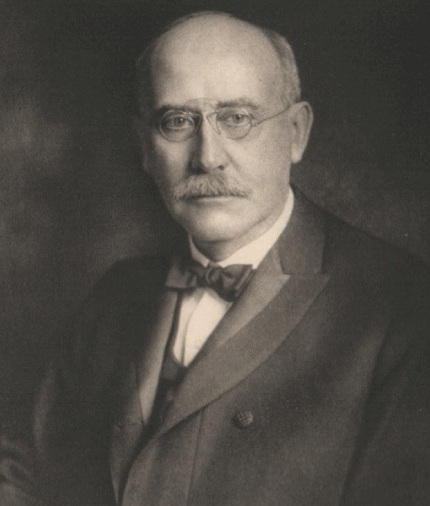
Horace F. Graham (* 1862)

- 1862: Horace F. Graham, US-amerikanischer Politiker
- 1862: Edward Granville Browne, britischer Orientalist
- 1863: Mieczysław Sołtys, polnischer Komponist
- 1864: Ricardo Castro Herrera, mexikanischer Pianist und Komponist
- 1866: Emmy Meyer, deutsche Malerin

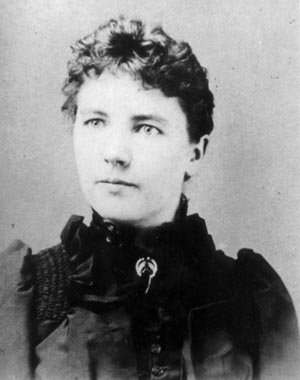
Laura Ingalls Wilder (* 1867)

- 1867: Laura Ingalls Wilder, US-amerikanische Schriftstellerin
- 1869: Jindřich Šimon Baar, tschechischer katholischer Priester und Schriftsteller
- 1870: Alfred Adler, österreichischer Psychologe und Nervenarzt
- 1870: Cornelis Dopper, niederländischer Komponist und Dirigent
- 1870: Adolf Jandorf, deutscher Großkaufmann, Gründer des KaDeWe

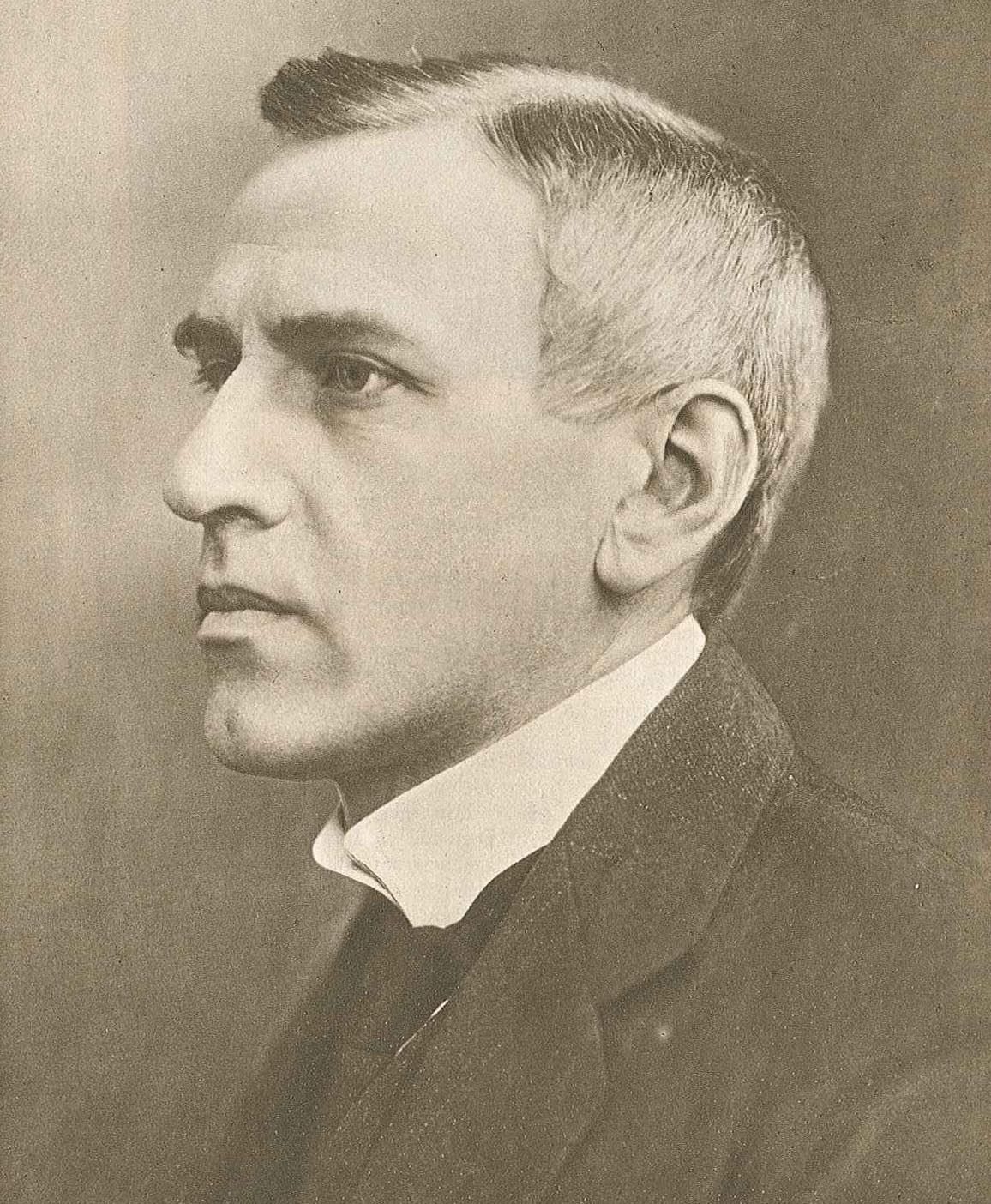
Wilhelm Stenhammar (* 1871)

- 1871: Wilhelm Stenhammar, schwedischer Komponist, Pianist und Dirigent
- 1873: Thomas Andrews, britischer Erfinder und Schiffskonstrukteur (Titanic)
- 1873: Charles Dixon, englischer Tennisspieler
- 1875: Walter Courvoisier, Schweizer Komponist
- 1875: Erkki Melartin, finnischer Komponist und Dirigent
- 1875: Emmi Ruben, deutsche Mäzenin
- 1877: Julius Curtius, deutscher Jurist und Politiker, MdR, Reichsminister
- 1877: Godfrey Harold Hardy, britischer Mathematiker
- 1877: Feliks Nowowiejski, polnischer Komponist, Dirigent, Organist und Musiklehrer
- 1877: Richard Steiff, deutscher Unternehmer und Erfinder
- 1877: Margarete Zuelzer, deutsche Zoologin, Opfer des Holocaust
- 1878: Magnus Freiherr von Braun, deutscher Verwaltungsjurist, Politiker, Reichsminister
- 1880: Rudolf Schetter, deutscher Jurist und Politiker, MdR
- 1881: Gladys Marie Deacon, französische Mätresse
- 1883: Eric Temple Bell, britisch-US-amerikanischer Mathematiker
- 1883: Max Maag, Schweizer Unternehmer
- 1884: Achille Liénart, französischer Priester, Bischof von Lille und Kardinal
- 1885: Michael Gamper, österreichisch-italienischer Priester und Publizist aus Südtirol, Widerstandskämpfer gegen Faschismus und Nationalsozialismus

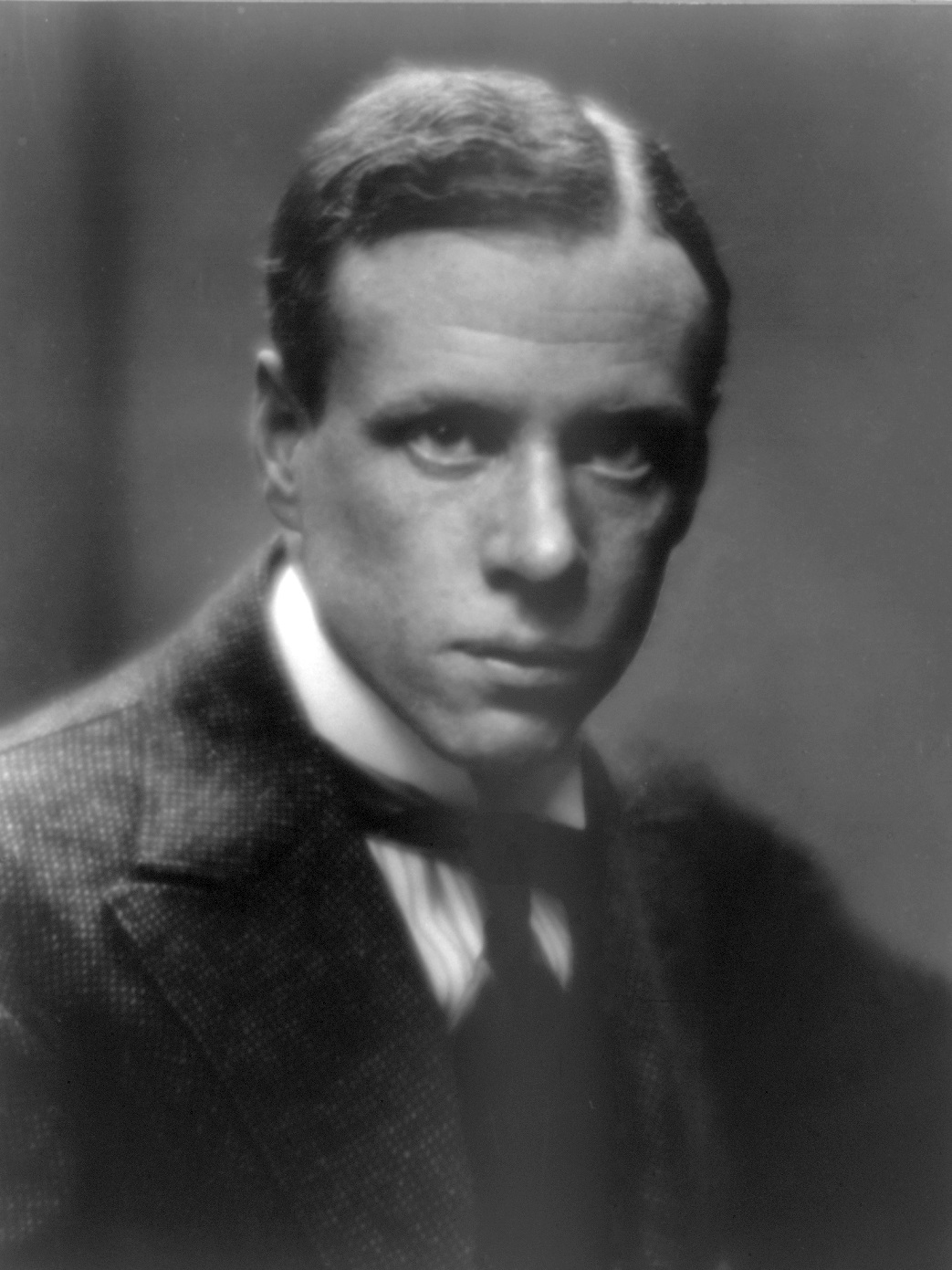
Sinclair Lewis (* 1885)

- 1885: Sinclair Lewis, US-amerikanischer Schriftsteller, Nobelpreisträger
- 1885: Hugo Sperrle, deutscher Generalfeldmarschall
- 1887: Eubie Blake, US-amerikanischer Pianist und Komponist
- 1887: Leo Spitzer, österreichischer Romanist
- 1888: Lothar van Gogh, niederländischer Fußballspieler
- 1889: Harry Nyquist, US-amerikanischer Physiker
- 1889: Ludwig Winder, österreichischer Schriftsteller, Journalist und Literaturkritiker
- 1893ː Stella Hay, österreichische Theaterschauspielerin mit einem Abstecher zum Film, Holocaustopfer
- 1894: Maria Dietz, deutsche Politikerin, MdB
- 1895: Irving A. Aaronson, US-amerikanischer Jazz-Pianist und Bandleader
- 1895: Fritz Lattke, deutscher Maler
- 1896: Thomas Holenstein, Schweizer Politiker
- 1896: Jacob Paludan, dänischer Schriftsteller
- 1897: Richard Hammer, deutscher Arzt und Politiker, MdL, MdB
- 1897: Ernst Kloss, deutscher Kunsthistoriker
- 1898: Dock Boggs, US-amerikanischer Country-Musiker
- 1898: Otto Eckert, deutscher Maler
- 1898: Kurt Kolle, deutscher Psychiater und Autor
- 1898: Ladislav Stanček, slowakischer Komponist, Chordirigent und Organist

### 20. Jahrhundert

#### 1901–1925
- 1901: Hans Kossatz, deutscher Karikaturist, Comiczeichner und Illustrator
- 1902: Wilhelm Kling, deutscher kommunistischer Funktionär
- 1902: Bruno Streckenbach, deutscher General der SS und Waffen-SS, Kriegsverbrecher
- 1903: François-Nestor Adam, italienischer Bischof
- 1903ː Marcelle Bard, Schweizer evangelische Geistliche und Frauenrechtlerin
- 1903: Fritz Münch, Schweizer Gewerkschaftsfunktionär
- 1904: Ernst Ginsberg, deutscher Schauspieler, Regisseur und Theaterleiter
- 1905: Eugen Batz, deutscher Maler und Fotograf
- 1905: Paul Nizan, französischer Romancier

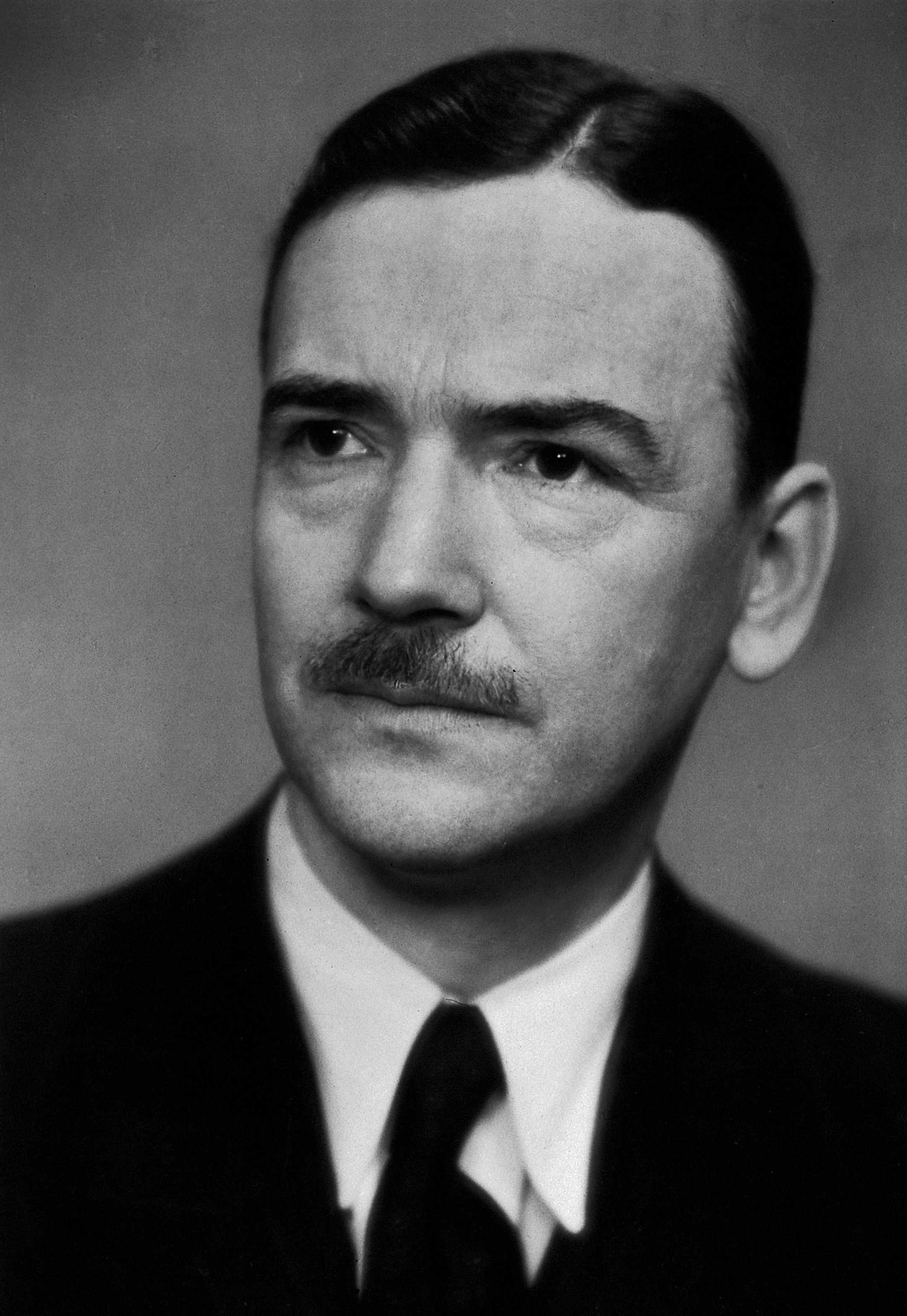
Ulf von Euler (* 1905)

- 1905: Ulf von Euler, schwedischer Mediziner und Neurochemiker
- 1906: Oleg Konstantinowitsch Antonow, sowjetischer Flugzeug-Konstrukteur
- 1906: Wolfgang Queisner, deutscher Brigadegeneral
- 1906: Puyi, letzter Kaiser von China und Kaiser von Mandschuko

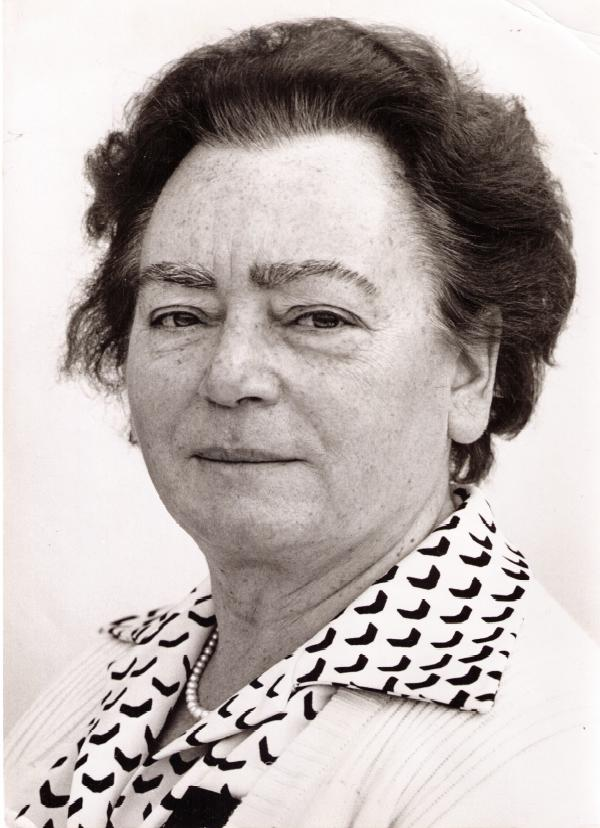
Marta Schanzenbach (* 1907)

- 1907: Marta Schanzenbach, deutsche Politikerin, MdB
- 1909: Hans-Georg Burghardt, deutscher Musikwissenschaftler und Komponist
- 1909: Hélder Câmara, brasilianischer Erzbischof von Olinda und Recife
- 1909: Adolf Windorfer, deutscher Kinderarzt
- 1910: Max Bense, deutscher Philosoph, Schriftsteller und Publizist
- 1910: Elisabeth Reichelt, deutsche Kammersängerin und Koloratursopranistin
- 1910: Elsa Thiemann, deutsche Fotografin
- 1911: Rudolf Raftl, deutsch-österreichischer Fußballspieler
- 1912: Helmut Angermeyer, deutscher Theologe
- 1912: Lev Aronson, deutscher Cellist, Cellolehrer und Komponist
- 1912: Alfred Desenclos, französischer Komponist
- 1912: Franz Fuchs, österreichischer Politiker und Landtagsabgeordneter
- 1912: Matthias Heidemann, deutscher Fußballspieler
- 1912: Richard Kepp, deutscher Gynäkologe und Hochschullehrer
- 1912: Henri Charles Louis Romagnesi, französischer Mykologe
- 1912: Roy Sullivan, US-amerikanischer Forstbediensteter, Überlebender von sieben Blitzeinschlägen
- 1913: Lydia Eberhardt, deutsche Speerwerferin und Fünfkämpferin
- 1913: Ramón Mercader, spanischer Kommunist, Attentäter auf Leo Trotzki
- 1914: Friedel Schön, deutscher Motorradrennfahrer
- 1914: Max Seither, deutscher Politiker, MdB

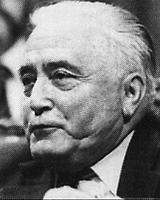
Georges-André Chevallaz (* 1915)

- 1915: Georges-André Chevallaz, Schweizer Politiker
- 1915: Karl-Theodor Molinari, deutscher Offizier
- 1915: Bud Svendsen, US-amerikanischer American-Football-Spieler
- 1916: Helmut Schubert, deutscher Fußballspieler
- 1920: Jacqueline Diffring, deutsch-britische Bildhauerin
- 1920: An Wang, US-amerikanischer Computerentwickler und Erfinder
- 1921: Nexhmije Hoxha, albanische Politikerin
- 1923: Egil Abrahamsen, norwegischer Schiffsingenieur und Geschäftsmann
- 1924: Olga Chorens, kubanische Sängerin
- 1924: Johnny Jordaan, niederländischer Sänger
- 1924: Catherine Small Long, US-amerikanische Politikerin
- 1924: Ramón Oviedo, dominikanischer Maler
- 1925: Marius Constant, rumänisch-französischer Komponist und Dirigent
- 1925: Herbert Eisenreich, österreichischer Schriftsteller und Erzähler
- 1925: Josef Rickenbacher, Schweizer Bildhauer

#### 1926–1950
- 1926: Konstantin Petrowitsch Feoktistow, sowjetischer Kosmonaut
- 1926: Estanislao Esteban Karlic, argentinischer Priester, Erzbischof von Paraná und Kardinal
- 1926: Mark Jewgenjewitsch Taimanow, russischer Schachspieler
- 1926: Pierre Villette, französischer Komponist
- 1927: Bodo Bröse, deutscher Pädagoge und Hochschullehrer

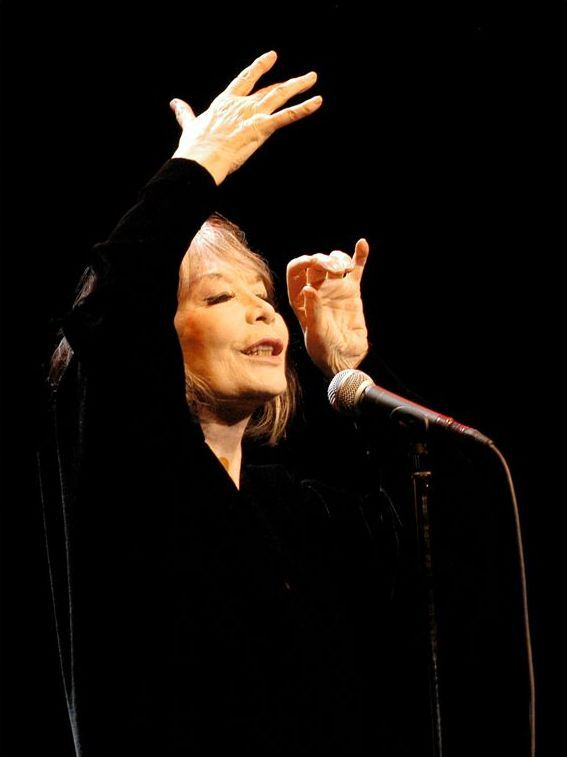
Juliette Gréco (* 1927)

- 1927: Juliette Gréco, französische Chansonsängerin und Schauspielerin
- 1927: Michel Hausser, französischer Jazzvibraphonist
- 1927: Laurie Johnson, britischer Filmmusik-Komponist
- 1927: Wolodymyr Kuz, sowjetischer Leichtathlet
- 1928: Carlo Ross, deutscher Schriftsteller
- 1929: Günter Kootz, deutscher Pianist und Hochschullehrer
- 1929: Hans A. Pestalozzi, Schweizer Manager, Gesellschaftskritiker und Autor
- 1929: Wilhelm Rawe, deutscher Politiker, MdB, parlamentarischer Staatssekretär
- 1931: Holger Börner, deutscher Politiker, MdB, Ministerpräsident von Hessen
- 1932: Wolfgang Hilberg, deutscher Ingenieur, Erfinder der Funkuhr
- 1932: Anton Schlembach, deutscher Priester, Bischof von Speyer
- 1932: Alfred Worden, US-amerikanischer Astronaut
- 1933: Jerzy Boniecki, polnischer Schwimmer
- 1933: Alfred Döring, deutscher Leichtathlet
- 1933: Manuel Sanguily, kubanischer Schwimmer
- 1934: Edward Fenech Adami, maltesischer Präsident
- 1934: King Curtis, US-amerikanischer Tenorsaxophonist
- 1934: Juan Vallejo Corona, US-amerikanischer Serienmörder
- 1934: Aldo Moser, italienischer Radrennfahrer
- 1934: Murtasa Gubaidullowitsch Rachimow, Präsident der russischen Teilrepublik Baschkirien
- 1935: Heinz Czechowski, deutscher Lyriker und Dramaturg
- 1935: Jörg Schneider, Schweizer Schauspieler
- 1935: Herward Wieck, deutscher Handballspieler und Handballtrainer
- 1936: William Bennett, britischer Flötist
- 1936: Héctor Moni, argentinischer Ruderer
- 1937: Rica Déus, deutsche Schauspielerin
- 1937: Doris Gercke, deutsche Krimi-Schriftstellerin (Bella Block)
- 1937: Wendelin Weingartner, österreichischer Politiker, Landeshauptmann von Tirol
- 1937: Paul Zanker, deutscher Archäologe
- 1938: Friedrich Karl Barth, deutscher Pfarrer und Liedautor
- 1938: Franco Testa, italienischer Radrennfahrer
- 1939: Horst Gründer, deutscher Historiker
- 1939: Hermann Lause, deutscher Schauspieler
- 1939: Francisco Mendes, Premierminister von Guinea-Bissau
- 1940: Christopher J. Arthur, britischer Philosoph und Autor
- 1940: Andrew Dawes, kanadischer Geiger und Musikpädagoge

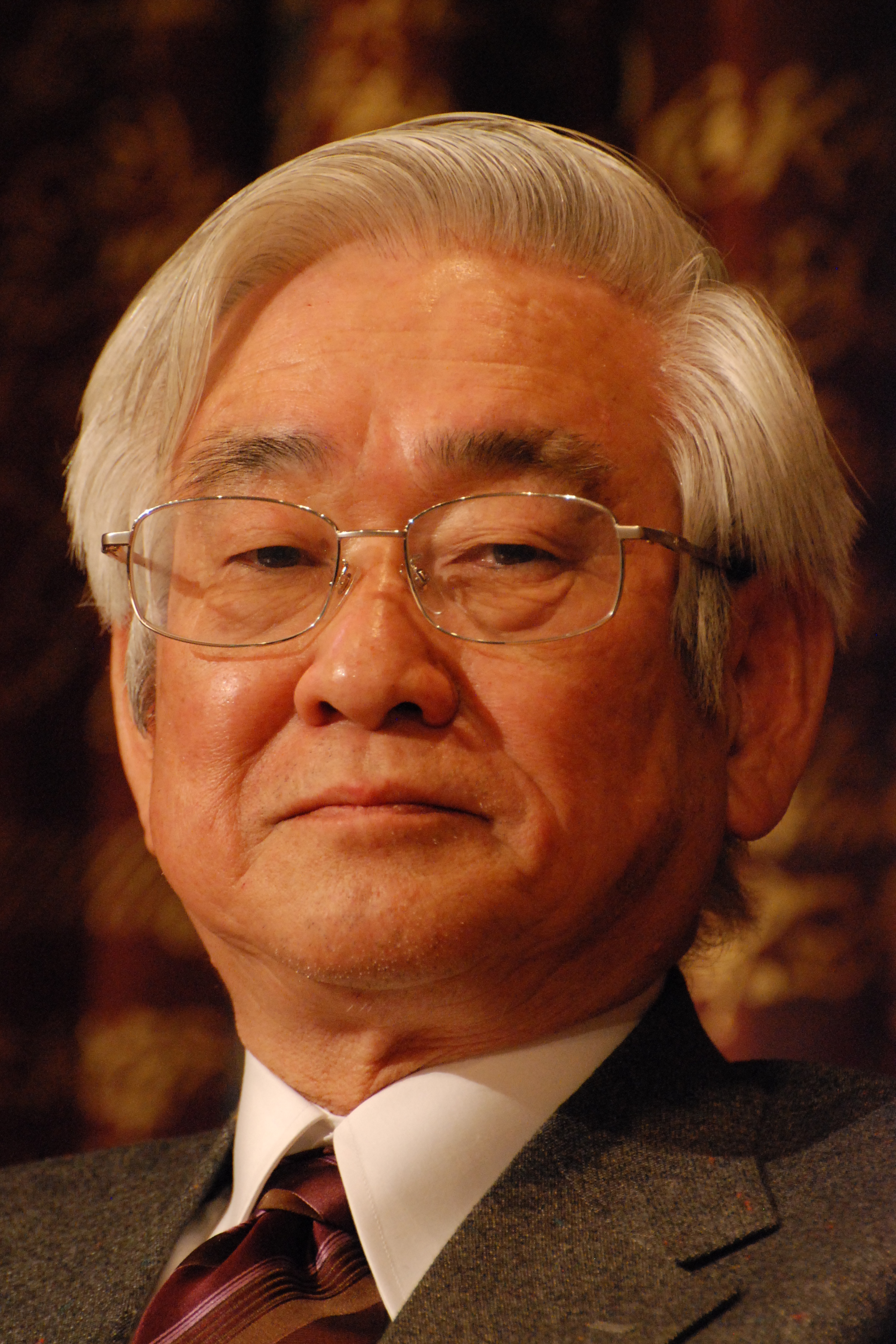
Toshihide Masukawa (* 1940)

- 1940: Toshihide Masukawa, japanischer Physiker, Nobelpreisträger
- 1941: Rosemarie Ambé, deutsche Schlagersängerin und Fernsehmoderatorin
- 1941: Roger Angel, US-amerikanischer Astronom
- 1941: Volker Fadinger, deutscher Althistoriker
- 1941: Leslie Lamport, amerikanischer Informatiker
- 1941: Dieter Pürschel, deutscher Eishockeytorwart
- 1942: Frans Geurtsen, niederländischer Fußballspieler
- 1942: Gareth Hunt, britischer Schauspieler
- 1942: Gert Metz, deutscher Leichtathlet
- 1943: Danilo Arbilla, uruguayischer Journalist
- 1943: Urs von Arx, Schweizer christkatholischer Theologe
- 1943: Finnbogi Ísakson, färöischer Journalist, Schriftsteller und Politiker
- 1943: Margit Sponheimer, deutsche Schlagersängerin
- 1945: Gerald Davies, walisischer Rugbyspieler
- 1945: Willi Dürrschnabel, deutscher Fußballspieler

Fredric Kroll (* 1945)

- 1945: Fredric Kroll, US-amerikanischer Komponist und Schriftsteller
- 1946: Héctor Babenco, brasilianischer Filmregisseur
- 1946: Arthur Ozolins, kanadischer Pianist
- 1947: Ruth Aspöck, österreichische Schriftstellerin
- 1947: Jürgen Türk, deutscher Politiker, MdB
- 1947: John Weathers, britischer Musiker
- 1948: Friedrich Ach, deutscher Autor
- 1948: Josef Ackermann, Schweizer Bankmanager
- 1948: René Berthod, Schweizer Skirennläufer
- 1949: Paulo César Carpegiani, brasilianischer Fußballspieler und -trainer
- 1949: Daniel Jeandupeux, Schweizer Fußballspieler und Fußballtrainer
- 1949: Alan Lancaster, britischer Musiker
- 1949: Bert Sommer, US-amerikanischer Musiker, Songwriter und Schauspieler
- 1950: Hans-Peter Annen, deutscher Diplomat
- 1950: Mauro Bellugi, italienischer Fußballspieler
- 1950: Marilyn Cochran, US-amerikanische Skirennläuferin

#### 1951–1975
- 1951: Mayte Mateos, spanische Sängerin, Tänzerin und Malerin
- 1951: Christian Tissier, französischer Aikido-Lehrer
- 1952: Vasco Rossi, italienischer Sänger, Liedermacher und Radiomoderator
- 1953: John Attard-Montalto, maltesischer Politiker
- 1953: Robert Brazile, US-amerikanischer American-Football-Spieler
- 1953: Marianne Hartl, deutsche Moderatorin und Sängerin

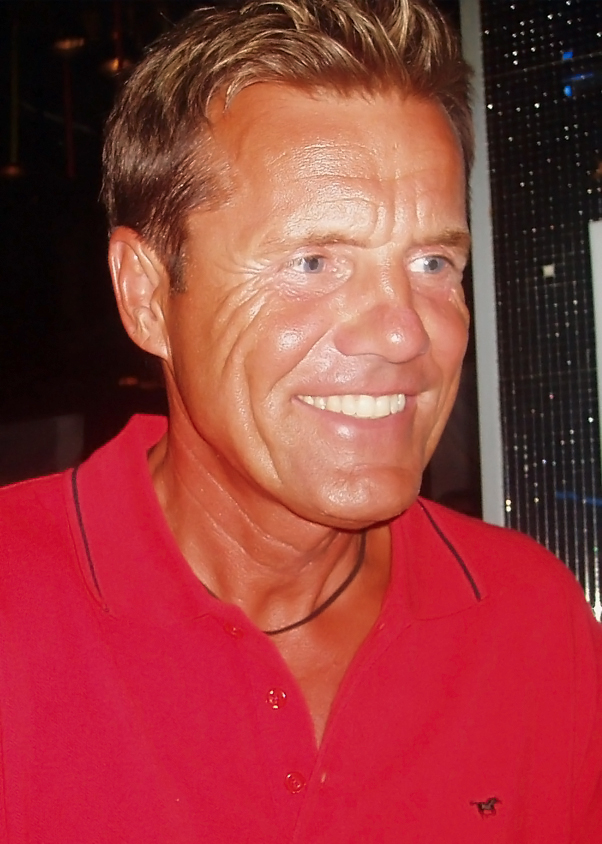
Dieter Bohlen (* 1954)

- 1954: Dieter Bohlen, deutscher Musikproduzent und Musiker
- 1954: Dietmar Munier, deutscher Verleger
- 1955: Miguel Ferrer, US-amerikanischer Schauspieler
- 1955: Alban Nikolai Herbst, deutscher Schriftsteller, Librettist, Kritiker und Regisseur
- 1955: Margit Rupp, deutsche Juristin
- 1956: Rose Marie, nordirische Sängerin und Schauspielerin
- 1956: John Nielsen, dänischer Automobilrennfahrer
- 1956: Mark St. John, US-amerikanischer Gitarrist
- 1957: Dominic Asquith, britischer Diplomat
- 1957: Tatjana Bunjak, sowjetische Ruderin
- 1957: Richard Cook, britischer Jazz-Journalist und Autor
- 1957: Lioba Happel, deutsche Schriftstellerin
- 1958: Giuseppe Baresi, italienischer Fußballspieler
- 1958: Matt Ridley, britischer Zoologe
- 1959: Christine Angot, französische Schriftstellerin
- 1959: Carmen Ibáñez, chilenische Journalistin und Politikerin

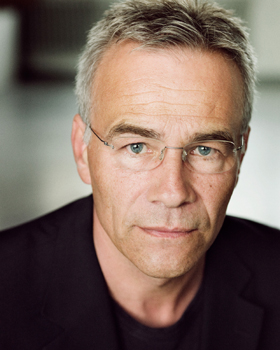
Klaus J. Behrendt (* 1960)

- 1960: Klaus J. Behrendt, deutscher Schauspieler
- 1960: Steve Bronski, britischer Musiker und Keyboarder
- 1960: Gabriel Calderón, argentinischer Fußballspieler und -trainer
- 1960: James Spader, US-amerikanischer Schauspieler
- 1961: Jacek Grudzień, polnischer Komponist
- 1961: Dieter Schlindwein, deutscher Fußballspieler
- 1962: Salvatore Antibo, italienischer Leichtathlet
- 1962: Garth Brooks, US-amerikanischer Country-Sänger und Songwriter
- 1962: David Bryan, US-amerikanischer Keyboarder (Bon Jovi)
- 1962: Eddie Izzard, britischer Schauspieler und Komiker
- 1962: Nicolò Napoli, italienischer Fußballspieler und -trainer
- 1964: Bert Wijbenga, niederländischer Politiker, Manager und Polizist
- 1964: Oliver Zipse, deutscher Manager
- 1965: Ignacio Ambríz, mexikanischer Fußballspieler und -trainer
- 1965: Jason Gedrick, US-amerikanischer Schauspieler
- 1965: Chris Rock, US-amerikanischer Filmschauspieler und Komiker
- 1965: Birge Schade, deutsche Schauspielerin
- 1966: Roland Bervillé, französischer Automobilrennfahrer
- 1966: Claudia Nolte, deutsche Politikerin, MdB, Bundesministerin
- 1966: Arne Orderløkken, norwegischer Nordischer Kombinierer

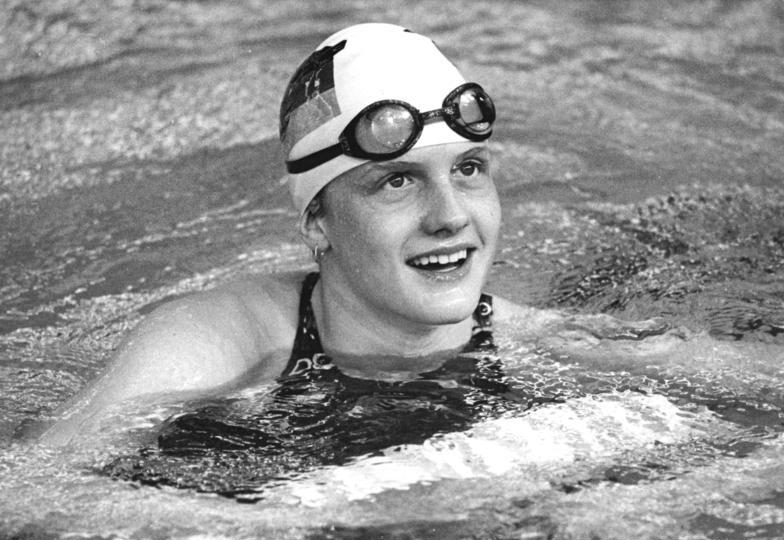
Kristin Otto (* 1966)

- 1966: Kristin Otto, deutsche Schwimmsportlerin und Sportjournalistin, Olympiasiegerin
- 1966: Monika Weber, deutsche Florettfechterin
- 1967: Kurt Kleinschmidt, deutscher Berufssoldat und Politiker
- 1967: Samuel Weiss, Schweizer Schauspieler und Theaterregisseur
- 1968: Shawn Anderson, kanadischer Eishockeyspieler
- 1968: Peter Bondra, slowakischer Eishockeyspieler
- 1968: Marek Iglo, tschechischer Komponist

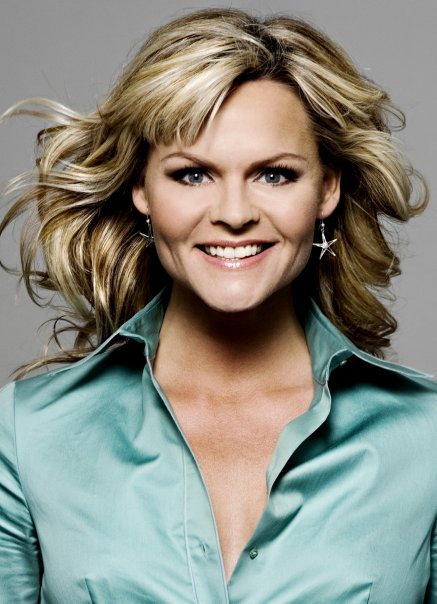
Katja Kean (* 1968)

- 1968: Katja Kean, dänische Pornodarstellerin
- 1969: Chris Minh Doky, dänischer Jazzbassist
- 1969: Matthias Hinze, deutscher Schauspieler und Synchronsprecher
- 1969: Wiktor Wiktorowitsch Maigurow, russischer Biathlet
- 1971: Björn Monnberg, finnischer Handballspieler
- 1971: Ingo Nommsen, deutscher Fernsehmoderator
- 1972: Essence Atkins, US-amerikanische Schauspielerin
- 1972: Dagmar Pohlmann, deutsche Fußballspielerin
- 1972: Stephanie Swift, US-amerikanische Pornodarstellerin und Stripperin
- 1972: Herbert Wieger, österreichischer Fußballspieler
- 1974: Michael A. Andrews, US-amerikanischer Politiker
- 1974: Steve Nash, kanadischer Basketballspieler
- 1974: Nujabes, japanischer Jazz- und Hip-Hop-Produzent
- 1974: Sergei Wiktorowitsch Wolkow, russischer Schachgroßmeister
- 1974: J Dilla, amerikanischer Hip-Hop-Musiker und Produzent
- 1975: Zoran Antić, serbischer Fußballspieler
- 1975: Kaspars Astašenko, lettischer Eishockeyspieler
- 1975: Wes Borland, US-amerikanischer Gitarrist
- 1975: Matthias Landfried, deutscher Tischtennistrainer
- 1975: Rafik Saïfi, algerischer Fußballspieler
- 1975: Søren Stryger, dänischer Handballspieler
- 1975: Claudia Weiss, deutsche Politikerin

#### 1976–2000
- 1977: Dejan Lazić, kroatischer Pianist und Komponist
- 1977: Mariusz Pudzianowski, polnischer Strongman
- 1977: Tycho, US-amerikanischer Musikproduzent, Komponist, Songwriter und Grafiker
- 1978: David Aebischer, Schweizer Eishockeytorwart
- 1978: Danilo Andrenacci, italienischer Radrennfahrer
- 1978: Nicolas Ardouin, französischer Fußballspieler
- 1978: Colin Beardsmore, kanadischer Eishockeyspieler
- 1978: Daniel Kubeš, tschechischer Handballspieler
- 1978: Ashton Kutcher, US-amerikanischer Schauspieler und Showmoderator
- 1978: Adama Njie, gambische Leichtathletin
- 1978: Daniel Van Buyten, belgischer Fußballspieler
- 1979: Daniel Bierofka, deutscher Fußballspieler
- 1979: Florian Eckert, deutscher Skirennläufer
- 1979: Meike Freitag, deutsche Schwimmerin

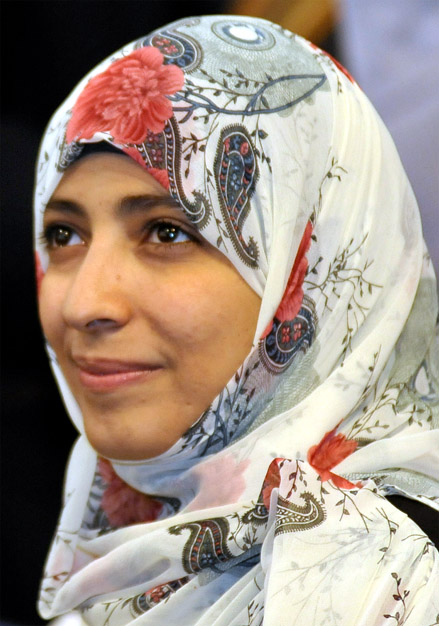
Tawakkol Karman (* 1979)

- 1979: Tawakkol Karman, jemenitische Journalistin, Politikerin und Menschenrechtsaktivistin, Friedensnobelpreisträgerin
- 1979: Susanne Svendsen, dänische Triathletin
- 1979: Flavia Wasserfallen, Schweizer Politikerin

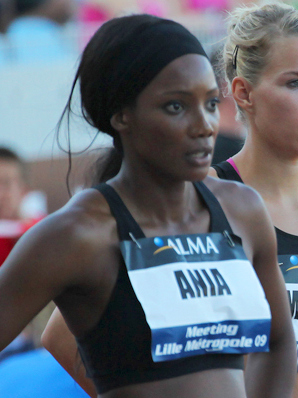
Emma Ania (* 1980)

- 1980: Emma Ania, britische Sprinterin
- 1980: Saša Papac, bosnisch-herzegowinischer Fußballspieler
- 1980: Brigitte Urhausen, luxemburgische Schauspielerin und Sprecherin
- 1980: Adina Vetter, deutsche Schauspielerin
- 1981: Friederike Sipp, deutsche Schauspielerin
- 1982: Benjamin Kramme, deutscher Schauspieler
- 1982: Nicola Spirig Hug, Schweizer Triathletin
- 1983: Alexander Dreymon, deutscher Schauspieler
- 1983: Christian Klien, österreichischer Automobilrennfahrer
- 1983: Robert Marc Lehmann, deutscher Meeresbiologe
- 1984: Trey Hardee, US-amerikanischer Leichtathlet
- 1984: Jessica Lindell-Vikarby, schwedische Skirennläuferin
- 1985: Tina Majorino, US-amerikanische Filmschauspielerin
- 1987: Fin Bartels, deutscher Fußballspieler
- 1987: Monika Brodka, polnische Sängerin
- 1987: Kerli, estnische Sängerin
- 1988: Thomas Martinot-Lagarde, französischer Leichtathlet
- 1989: Mohamed Amsif, deutsch-marokkanischer Fußballtorwart
- 1989: Ángel Pulgar, venezolanischer Radrennfahrer
- 1989: Isaiah Thomas, US-amerikanischer Basketballspieler
- 1989: Nick Calathes, griechisch-US-amerikanischer Basketballspieler
- 1990: Anna Abreu, finnische Pop- und R&B-Sängerin
- 1990: Eva Voraberger, österreichische Profiboxerin
- 1991: Yannik Meyer, deutscher Schauspieler
- 1992: Michael Valgren, dänischer Straßenradrennfahrer
- 1992: Sven Müller, deutscher Automobilrennfahrer
- 1992: Sergi Roberto, spanischer Fußballspieler
- 1993: David Dorfman, US-amerikanischer Schauspieler
- 1993: Valon Berisha, norwegischer Fußballspieler
- 1993: Diego Laxalt, uruguayischer Fußballspieler
- 1994: Christopher Antwi-Adjei, ghanaisch-deutscher Fußballspieler
- 1994: Katharina Beddies, deutsche Handballspielerin
- 1994: Nina Christen, Schweizer Sportschützin
- 1994: Alessandro Schöpf, österreichischer Fußballspieler
- 1995: Paul Drux, deutscher Handballspieler
- 1996: Aaron Ekblad, kanadischer Eishockeyspieler
- 1996: Ruby O. Fee, deutsche Schauspielerin
- 1996: Pierre Gasly, französischer Automobilrennfahrer
- 1996: Piera Hudson, neuseeländische Skirennläuferin
- 1996: Taras Michailowitsch Myskiw, russischer Beachvolleyballspieler
- 1997: Nicolò Barella, italienischer Fußballspieler

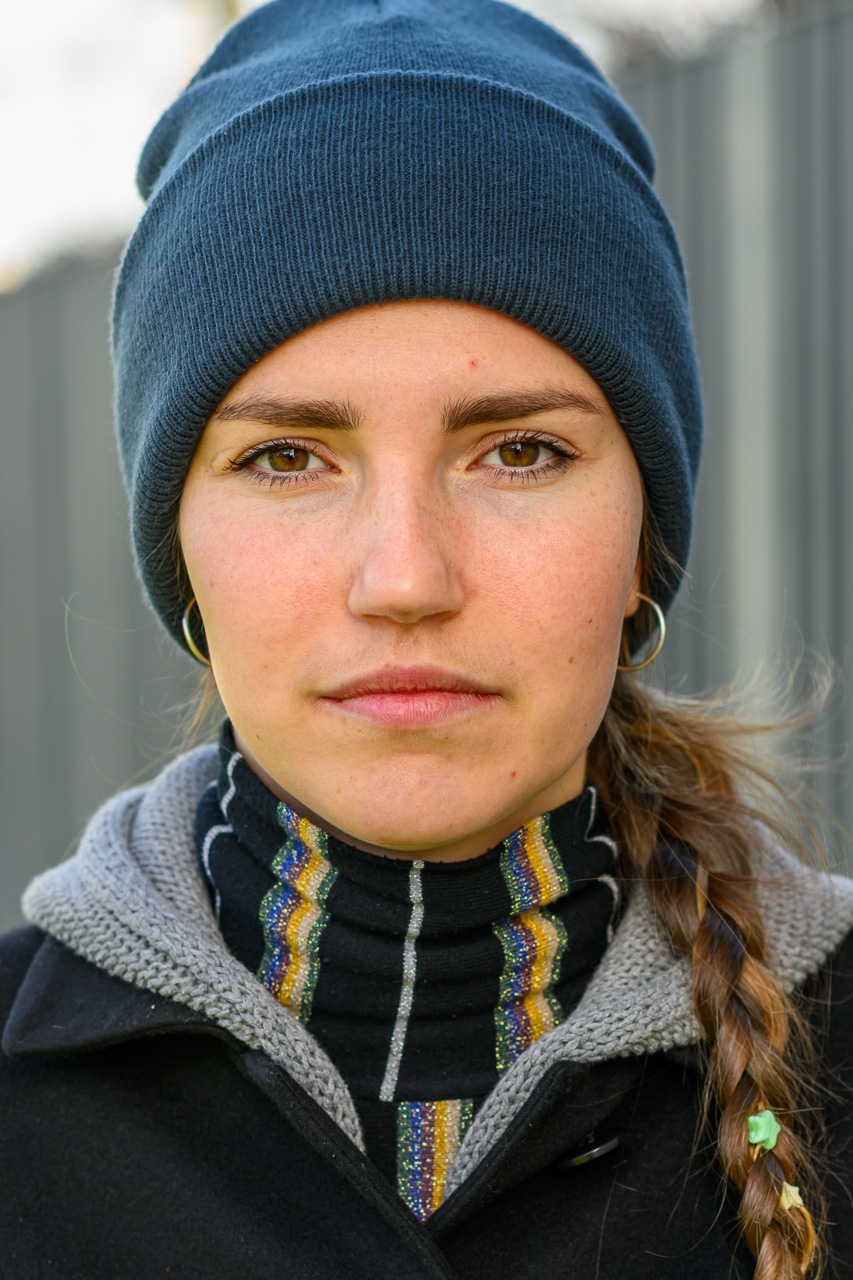
Carla Hinrichs (* 1997)

- 1997: Carla Hinrichs, deutsche Klimaschutzaktivistin
- 1997: Zach Osburn, US-amerikanischer Eishockeyspieler
- 2000: Simon Ehammer, Schweizer Leichtathlet
- 2000: Kira Lipperheide, deutsche Bobfahrerin

### 21. Jahrhundert
- 2001: Pedro De la Vega, argentinischer Fußballspieler
- 2001: Shani Louk, deutsch-israelische Influencerin und Opfer des Hamas-Terrorismus
- 2002: Hayden Muller, englischer Fußballspieler
- 2003: Alice D’Amato, italienische Turnerin

## Gestorben

### Vor dem 19. Jahrhundert
- 0399: Nintoku, 16. Kaiser von Japan
- 0590: Pelagius II., Papst
- 0857: Samuel, Bischof von Worms
- 0999: Boleslav II., Herzog von Böhmen
- 1045: Go-Suzaku, 69. Kaiser von Japan
- 1065: Siegfried I., Graf von Spanheim, Markgraf der Ungarnmark und Gaugraf im Pustertal und Lavanttal
- 1127: Ava von Göttweig, erste namentlich bekannte deutschsprachige Dichterin
- 1207: Sambor I., Herzog von Pommerellen in seiner Funktion als polnischer Statthalter unter dem Supremat des Seniorherzogs zu Krakau
- 1311: Qutb ad-Din asch-Schirazi, persischer Wissenschaftler
- 1317: Robert de Clermont, Stammvater der königlichen Linie des Hauses Bourbon
- 1320: Johann Muskata, Bischof von Krakau
- 1393: Johann von Holzhausen, Ratsherr und Bürgermeister von Frankfurt am Main
- 1481: Giulio Antonio Acquaviva, italienischer Condottiere, Herzog von Atri und Teramo
- 1520: Alfonsina Orsini, italienische Adlige
- 1529: Baldassare Castiglione, italienischer Höfling, Diplomat und Schriftsteller
- 1538: Olav Engelbrektsson, letzter katholischer Erzbischof in Norwegen
- 1539: Anna, Prinzessin von Brandenburg-Ansbach-Kulmbach, Herzogin und Regentin von Teschen
- 1548: Sebastian Vogelsberger, deutscher Söldnerführer

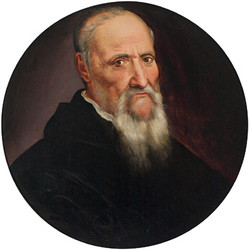
Baccio Bandinelli († 1560)

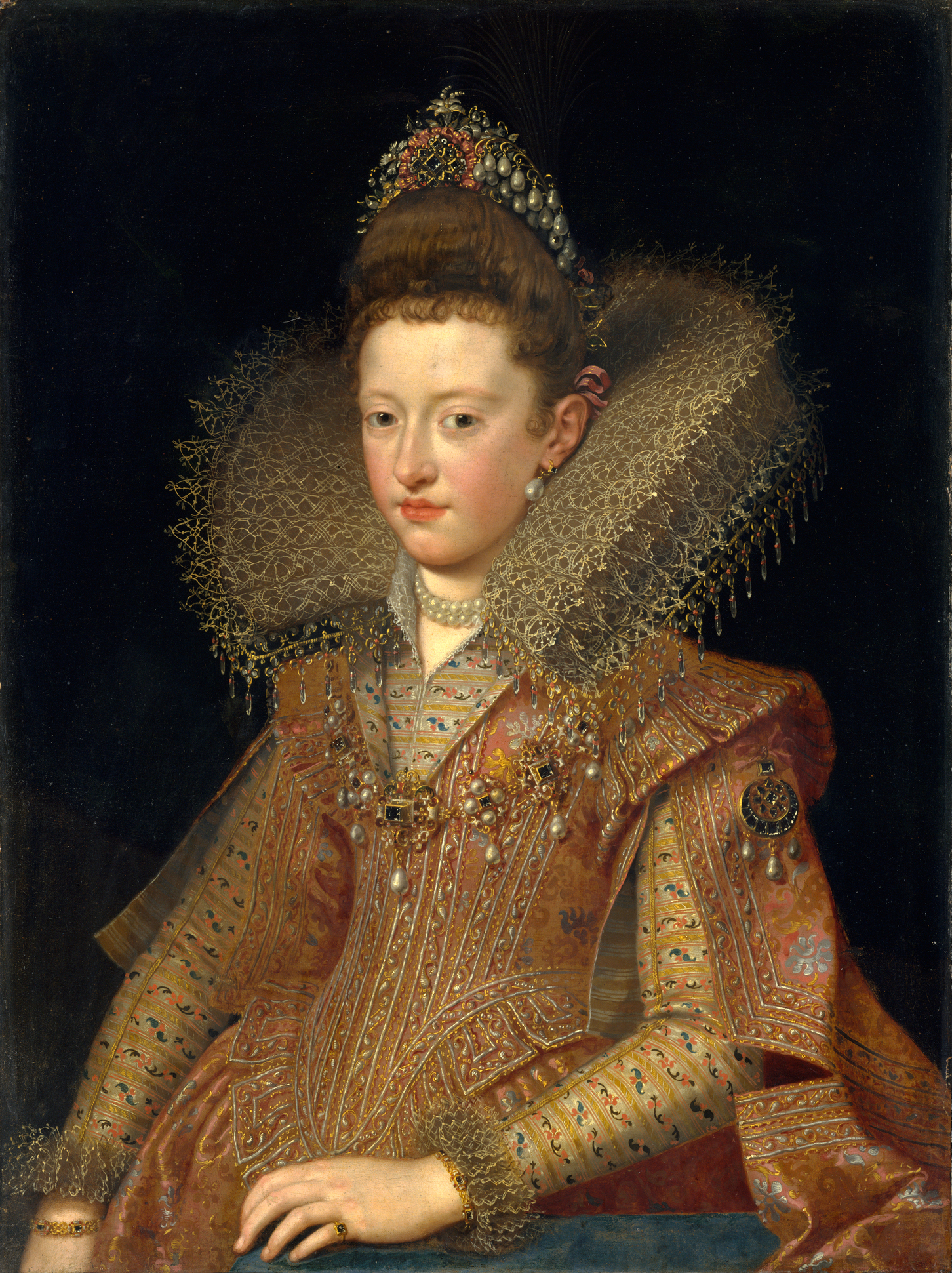
Margarita Gonzaga († 1632)

- 1560: Baccio Bandinelli, italienischer Bildhauer
- 1573: Hedwig Jagiellonica, Kurfürstin von Brandenburg
- 1575: Anne Marie von Ziegler, deutsche Adelige, Betrügerin und Alchimistin
- 1596: Georg I., Regent der Obergrafschaft Katzenelnbogen und Darmstadt
- 1597: Francesco Patrizi da Cherso,  venezianischer Humanist, Philosoph, Schriftsteller, Literatur-, Staats- und Geschichtstheoretiker, Militärwissenschaftler und Dichter kroatischer Abkunft
- 1598: Jakob III. Fugger, deutscher Kaufmann und Grundbesitzer
- 1601: Martin Garzes, Großmeister des Malteserordens
- 1603: Bartholomäus Sastrow, deutscher autobiographischer Schriftsteller
- 1603: Hermann Wilken, deutscher Humanist und Mathematiker
- 1605: Salomon Gesner, deutscher lutherischer Theologe
- 1611: Ruprecht von Eggenberg, österreichischer Feldherr
- 1626: Wilhelm V., Herzog von Bayern
- 1630: Johann Jakob von Lamberg, Bischof von Gurk
- 1632: Margarita Gonzaga, Herzogin von Lothringen
- 1652: Philipp Christoph von Sötern, Bischof von Speyer, Erzbischof und Kurfürst von Trier
- 1661: Georg Pauli-Stravius, Weihbischof in Köln
- 1684: Christian Lorentz von Adlershelm, deutscher Politiker
- 1710: Johann Sigismund Küffner, deutscher Kaufmann und Ratsherr
- 1712: Matthias Alban, Tiroler Geigen- und Lautenbauer
- 1712: Rupert Ignaz Mayr, bayerischer Violinist, Komponist und Hofkapellmeister
- 1721: Nicolas-Joseph Foucault, französischer Verwaltungsbeamter und Sammler von Antiquitäten
- 1723: Carlo Francesco Pollarolo, italienischer Organist und Komponist
- 1734: Johann Adam Pruner, österreichischer Händler, Stadtrichter und Bürgermeister von Linz
- 1743: Lodovico Giustini, italienischer Komponist
- 1746: Jan Albertsz van Dam, niederländischer Mathematiker, Astronom, Landvermesser und Dichter
- 1749: Joseph Ruffini, deutscher Maler
- 1750: Johann Sigismund Kripner, deutscher Theologe, Orientalist und Hochschullehrer
- 1751: Friedrich IV., Landgraf von Hessen-Homburg
- 1753: Giovanni Alberto Ristori, italienischer Komponist, Organist und Kapellmeister
- 1755: Giovanni Gaetano Androi, Schweizer Stuckateur
- 1756: Sepé Tiaraju, Führer der Guaraní in Südamerika gegen die portugiesische und spanische Kolonialherrschaft
- 1761: Balthasar Wüst, deutscher Augustiner-Pater, Musiker und Komponist
- 1762: Jean-Baptiste Desmarets, General und Marschall von Frankreich
- 1767: Christian Crusius, deutscher Rhetoriker und Historiker
- 1777: Gotthilf Traugott Zachariae, deutscher evangelischer Theologe
- 1791: Nicolas-François Gillet, französischer Bildhauer und Hochschullehrer
- 1799: Qianlong, Kaiser von China

### 19. Jahrhundert

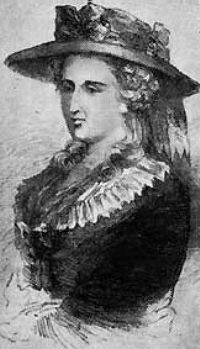
Ann Radcliffe (* 1823)

- 1801: Daniel Chodowiecki, deutscher Grafiker und Illustrator
- 1805: Inthavong, König des laotischen Königreichs Vientiane
- 1812: Ägidius Maria vom Heiligen Joseph, italienischer Franziskaner und Heiliger
- 1820: Zamor, französischer Revolutionär bengalischer Herkunft
- 1823: Carl Heinrich Wilhelm Anthing, deutscher Offizier
- 1823: Ann Radcliffe, britische Schriftstellerin
- 1839: Marcos António Portugal, portugiesischer Komponist
- 1835: Diderich Hegermann, erster norwegischer Kriegsminister
- 1837: Friedrich Franz Wilhelm Brunswig, deutscher Veterinärmediziner
- 1837: Gustav IV. Adolf, König von Schweden
- 1838ː Maria Geertruida Snabilie, niederländische Malerin
- 1850ː Charlotte von Kathen, Gutsherrin auf Rügen, Salonnière
- 1854: Thomas Fitzpatrick, US-amerikanischer Pelzhändler, Trapper, Scout und Mountain Man
- 1855: Abel Hugo, französischer Essayist
- 1861: Borys Halpert, polnischer Theaterleiter, Librettist und Musiker
- 1862: Francisco Martínez de la Rosa, spanischer Dichter, Dramenautor, Diplomat, Politiker und Ministerpräsident Spaniens
- 1862: František Škroup, tschechischer Komponist und Dirigent

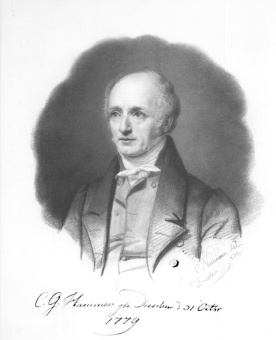
Christian Gottlob Hammer († 1864)

- 1864: Christian Gottlob Hammer, deutscher Maler und Kupferstecher
- 1864: Vuk Stefanović Karadžić, serbischer Philologe
- 1866: Eduard Blösch, Schweizer Politiker
- 1871: Rudolf von Feistmantel, österreichischer Forstwissenschaftler
- 1871: Eugénie Smet, französische Heilige
- 1871: Heinrich Steinweg, deutsch-US-amerikanischer Klavierbauer (Steinway)
- 1878: Pius IX., Papst
- 1882: Franz Schlegel, deutscher Arzt und Zoologe
- 1883: Edmund J. Davis, US-amerikanischer Offizier und Politiker, General der Union im Sezessionskrieg
- 1883: Tassilo Festetics de Tolna, österreichischer General der Kavallerie
- 1885: August Reinsdorf, deutscher Attentäter
- 1887: Ferdinand Laeisz, deutscher Kaufmann und Reeder
- 1893: Johannes August Speltz, Frankfurter Jurist und Politiker
- 1893: Ferdinand von Steinbeis, deutscher Wirtschaftspolitiker und Förderer der Industrialisierung in Württemberg
- 1894: Adolphe Sax, belgischer Instrumentenbauer und Saxophonist
- 1894: Franz Hermann Reinhold Frank, deutscher Theologe
- 1897: Galileo Ferraris, italienischer Ingenieur und Physiker
- 1899ː Sophie Bohrer, Pianistin und Komponistin des 19. Jahrhunderts
- 1900: Franz Wilhelm Sonreck, deutscher Orgelbauer

### 20. Jahrhundert

#### 1901–1950
- 1901: Oskar Schlömilch, deutscher Mathematiker
- 1902: Laurent Menager, luxemburgischer Komponist, Organist und Musikpädagoge
- 1902: Sophie Sichart von Sichartshoff, deutsche Dichterin
- 1903: James Glaisher, britischer Meteorologe und Aeronaut
- 1904: Emil Rosenow, deutscher Schriftsteller
- 1908: Ernst I., Herzog von Sachsen-Altenburg
- 1910: Josef Schöffel, österreichischer Journalist und Politiker
- 1912: Edward Wilmot Blyden, liberianischer Staatsmann und Panafrikanist
- 1912: Dmitri Alexejewitsch Miljutin, russischer Kriegsminister, Generalfeldmarschall und Militärschriftsteller
- 1912: Marius Nygaard, norwegischer Philologe
- 1914: Émile Vaudremer, französischer Architekt
- 1916ː Charlotte Elvira Pengra, US-amerikanische Mathematikerin
- 1918: Alexander Sergejewitsch Tanejew, russischer Komponist
- 1919: Károly Senyei, ungarischer Bildhauer
- 1920: Alexander Wassiljewitsch Koltschak, russischer Admiral
- 1922: Eduard Anthes, deutscher Archäologe
- 1923: Albert Vater, deutscher Politiker

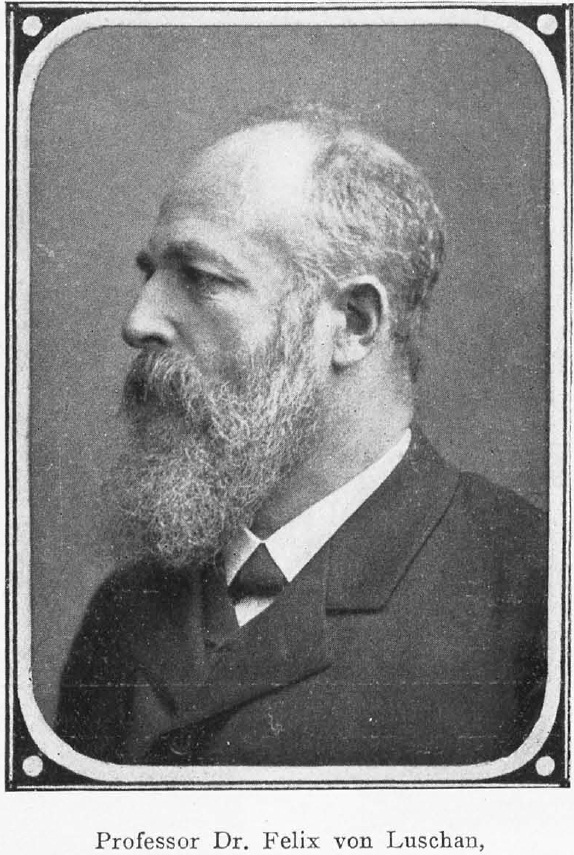
Felix von Luschan († 1924)

- 1924: Felix von Luschan, deutscher Arzt, Anthropologe, Forschungsreisender, Archäologe und Ethnograph
- 1925: Carl Engler, deutscher Chemiker und Politiker, MdR
- 1927: Myfit Libohova, albanischer Politiker
- 1928: Emil Ritterling, deutscher Althistoriker und Provinzialrömischer Archäologe
- 1932: Augusto Leguía y Salcedo, peruanischer Präsident
- 1933: Albert von Apponyi, ungarischer Aristokrat und Politiker
- 1934: Heinrich Rippler, deutscher Schriftsteller, Journalist und Politiker
- 1935: Otto Lenel, deutscher Rechtshistoriker
- 1936: Oliver Peters Heggie, australischer Schauspieler
- 1936: Luigi Sincero, italienischer Kardinal der römisch-katholischen Kirche
- 1937: Elihu Root, US-amerikanischer Jurist, Politiker und Autor, Friedensnobelpreisträger
- 1939: Carl Schroeter, deutsch-schweizerischer Botaniker
- 1942: Hermann Gramlich, deutscher Fußballspieler
- 1942: Dorando Pietri, italienischer Marathonläufer
- 1944: Robert Ezra Park, US-amerikanischer Soziologe
- 1944: Ignaz Rohr, deutscher katholischer Theologe und Hochschullehrer
- 1945: Heinrich Bockelmann, deutscher Bankier und Diplomat
- 1946: Karl Kalbfleisch, deutscher Altphilologe

#### 1951–2000
- 1952: Rudolf Hans Bartsch, österreichischer Schriftsteller
- 1952: Pete Henry, US-amerikanischer American-Football-Spieler und -Trainer
- 1953: Carlos Raygada, peruanischer Literatur- und Musikkritiker
- 1954: Jan Adam Maklakiewicz, polnischer Komponist
- 1955: Josef Saier, deutscher Pfarrer, Regisseur und Autor
- 1958: Vladimir Lossky, orthodoxer Theologe
- 1959: John Semmelink, kanadischer Skirennläufer
- 1959: Guitar Slim, US-amerikanischer Blues-Gitarrist
- 1959: Claude Storez, französischer Automobilrennfahrer
- 1960: Igor Wassiljewitsch Kurtschatow, sowjetischer Physiker
- 1961: Noah Lewis, US-amerikanischer Musiker
- 1962: Clara Nordström, schwedische Schriftstellerin
- 1962: Metoděj Prajka, tschechischer Blasmusik-Komponist, Klarinettist und Tenorhornist
- 1963: Conrad Ramstedt, deutscher Mediziner
- 1963: Patrick Mitchell-Thomson, 2. Baron Selsdon, britischer Automobilrennfahrer
- 1964: Flaminio Bertoni, italienischer Designer, Bildhauer und Architekt
- 1964: Hermann Kees, deutscher Ägyptologe
- 1967: William Preston Lane, US-amerikanischer Politiker, Gouverneur von Maryland
- 1967: Franz Rosenberger, rumäniendeutscher Komponist und Militärmusiker
- 1968: Nicholas Aloysius Adamschock, US-amerikanischer Filmschauspieler
- 1968: Iwan Pyrjew, sowjetischer Filmregisseur
- 1969: Hans Rademacher, deutscher Mathematiker
- 1969: Alma Rogge, deutsche Schriftstellerin
- 1969: Carlos Eduardo de Sabóia Bandeira Melo, brasilianischer Geistlicher, Bischof
- 1970: Hans Kroch, deutsch-jüdischer Bankier
- 1970: Elila Mena, dominikanische Pianistin und Musikpädagogin
- 1971: Dock Boggs, US-amerikanischer Country-Musiker
- 1971: Emy Roeder, deutsche Bildhauerin und Zeichnerin
- 1972: Walter Lang, US-amerikanischer Filmregisseur

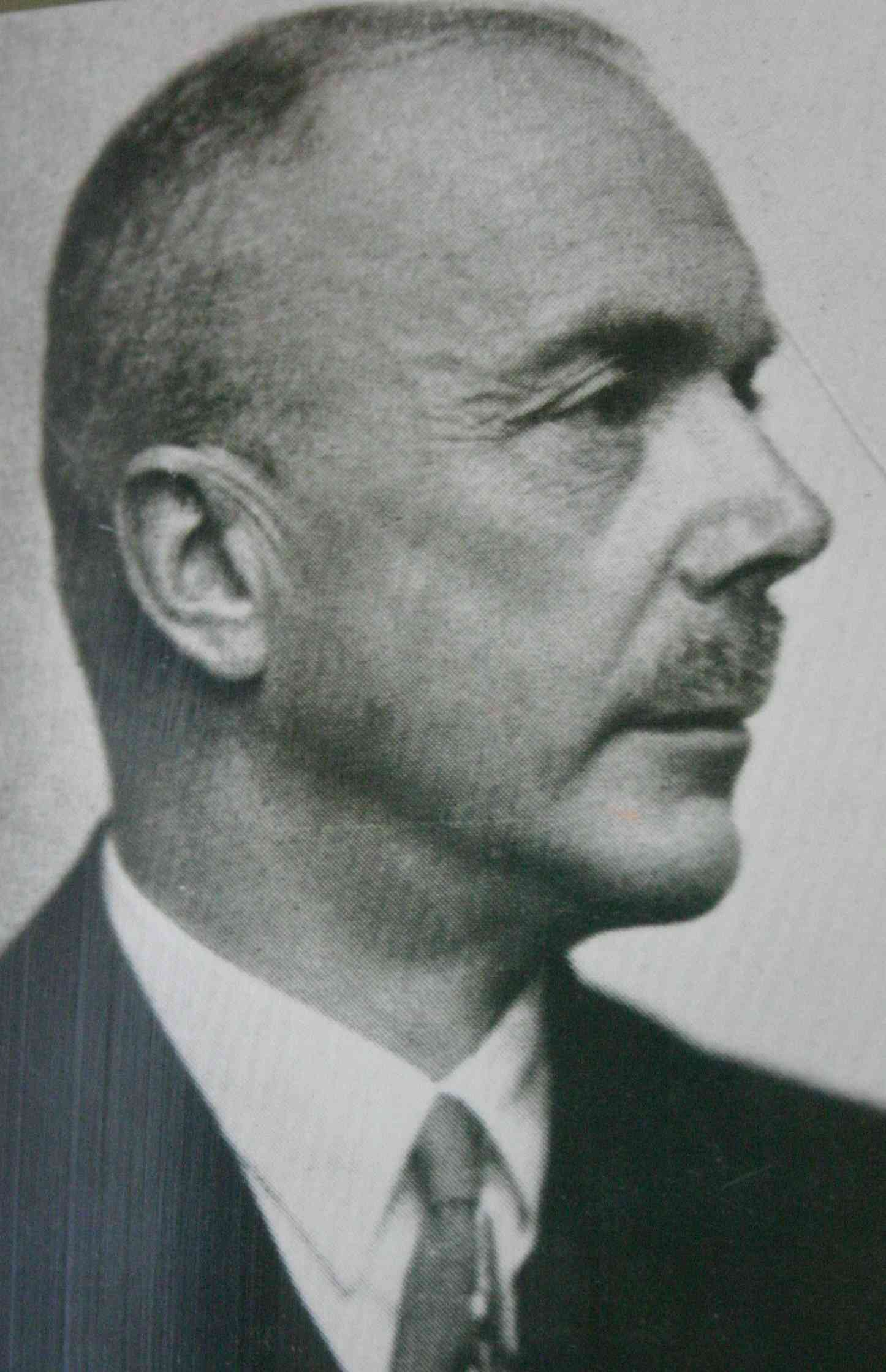
Walter von Sanden-Guja († 1972)

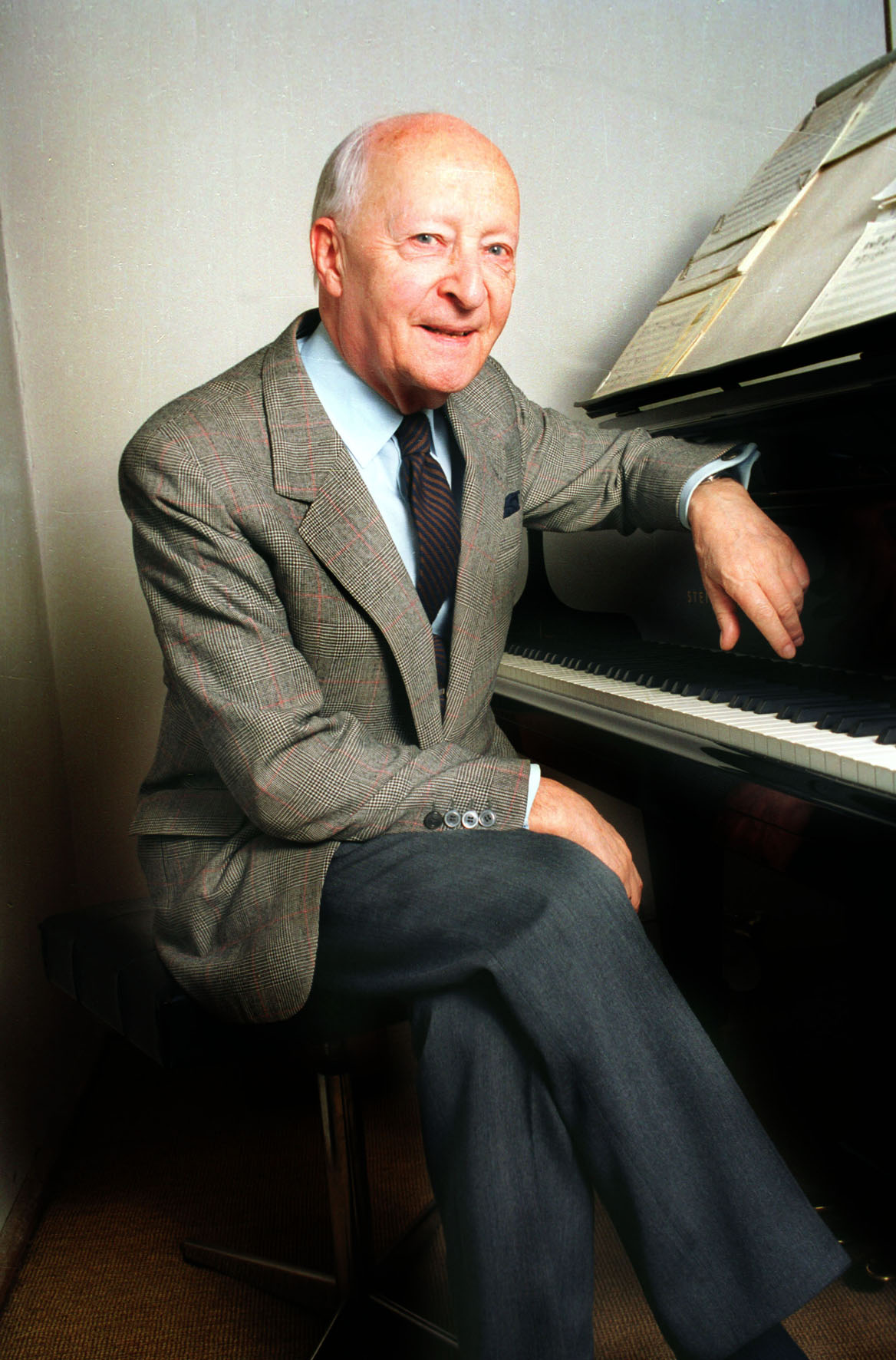
Witold Lutosławski († 1994)

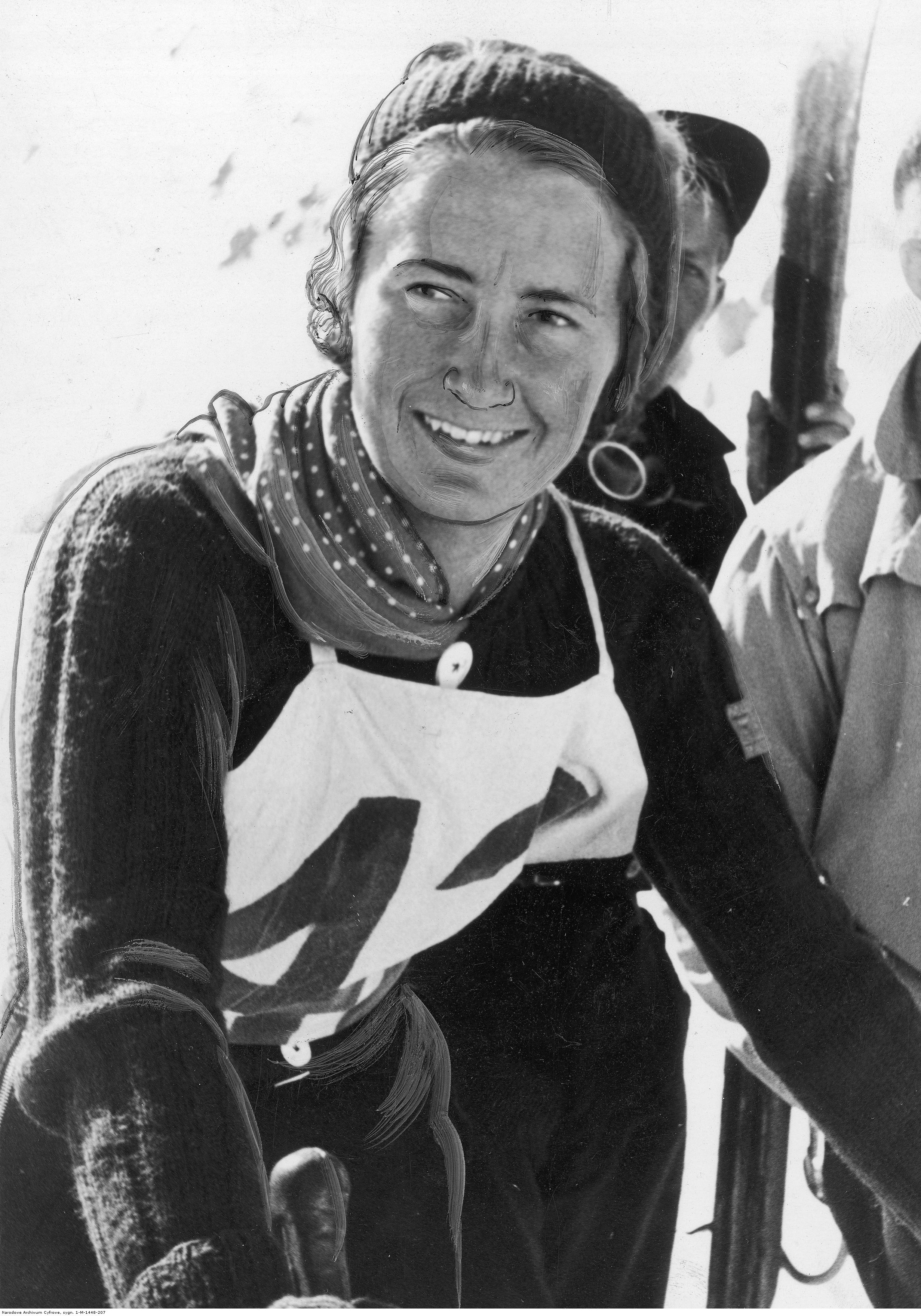
Elvira Osirnig († 2000)

- 1972: Walter von Sanden-Guja, deutscher Schriftsteller, Naturforscher, Fotograf
- 1977: Richard Bevan Austin, US-amerikanischer Jurist
- 1977: Emmanuel Durlet, belgischer Pianist und Komponist
- 1978: Hans Jürgen Abraham, deutscher Jurist
- 1978: Dimitrie Cuclin, rumänischer Komponist
- 1979: Josef Mengele, deutscher Arzt, verantwortlich für Selektionen und Menschenversuche, Kriegsverbrecher (Todesengel von Auschwitz)
- 1981: Hermann Esser, deutscher Journalist, früher Gefolgsmann von Adolf Hitler, Parteifunktionär
- 1981: Paul Mattick, deutscher Ökonom, Rätekommunist und Schriftsteller
- 1988: Giovanni Attanasio, italienischer Schauspieler
- 1989: Gilbert Simondon, französischer Philosoph
- 1990: Alan J. Perlis, US-amerikanischer Informatiker
- 1990: Jimmy Van Heusen, US-amerikanischer Komponist
- 1991: Otto Friedrich Bollnow, deutscher Philosoph, Pädagoge
- 1991: Otto Kuss, deutscher katholischer Theologe
- 1991: Jean-Paul Mousseau, kanadischer Maler und Bildhauer
- 1992: Lisa Czóbel, deutsche Choreographin
- 1993: Duilio Brignetti, italienischer Moderner Fünfkämpfer
- 1993: Fritz Straßner, deutscher Schauspieler
- 1994: Witold Lutosławski, polnischer Komponist und Dirigent
- 1995: Alfred Heuß, deutscher Althistoriker
- 1995: Massimo Pallottino, italienischer Archäologe
- 1996: Ulrich Böhme, deutscher Politiker, MdB
- 1996: Boris Alexandrowitsch Tschaikowski, russischer Komponist
- 1997: Owen Aspinall, US-amerikanischer Politiker
- 1997: Allan Edwall, schwedischer Schauspieler, Autor, Regisseur und Musiker
- 1997: Rösli Streiff, Schweizer Skirennfahrerin
- 1998: Mashal, afghanischer Miniaturmaler
- 1999: Hussein I., König von Jordanien
- 2000: Dave Peverett, britischer Rockmusiker (Foghat)
- 2000: Big Pun, US-amerikanischer Rapper
- 2000: Elvira Osirnig, Schweizer Skirennläuferin

### 21. Jahrhundert

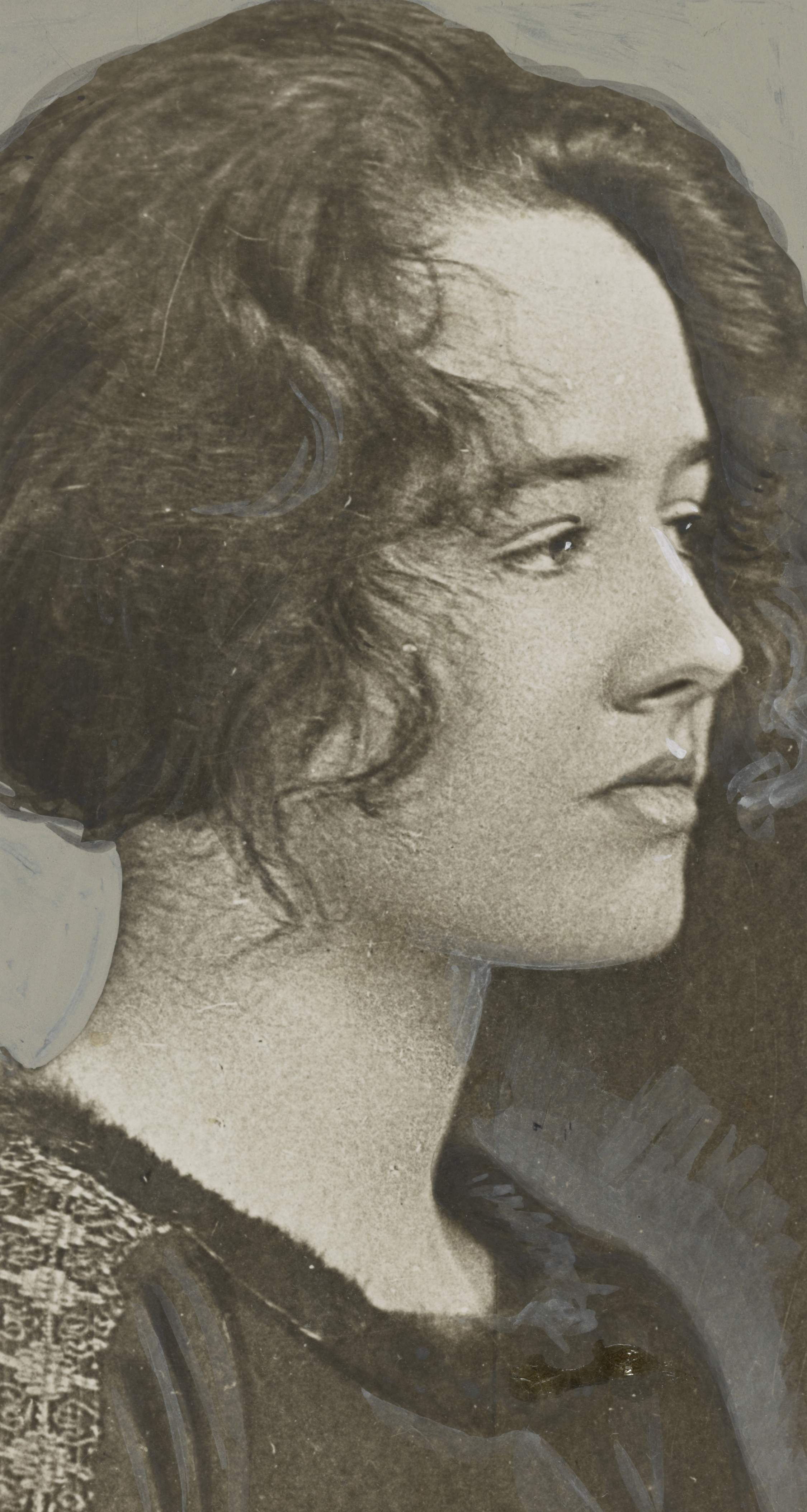
Anne Morrow Lindbergh († 2001)

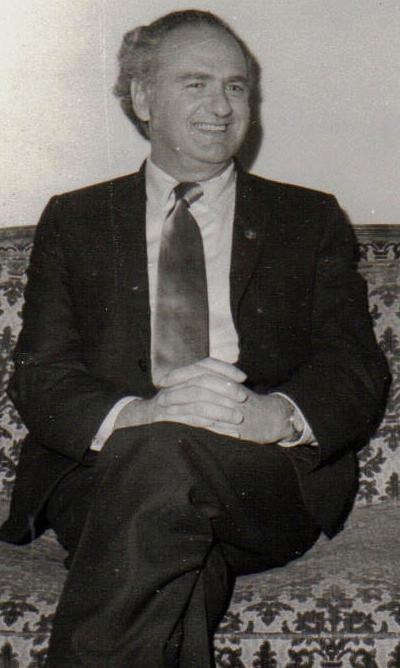
Laurence Aarons († 2005)

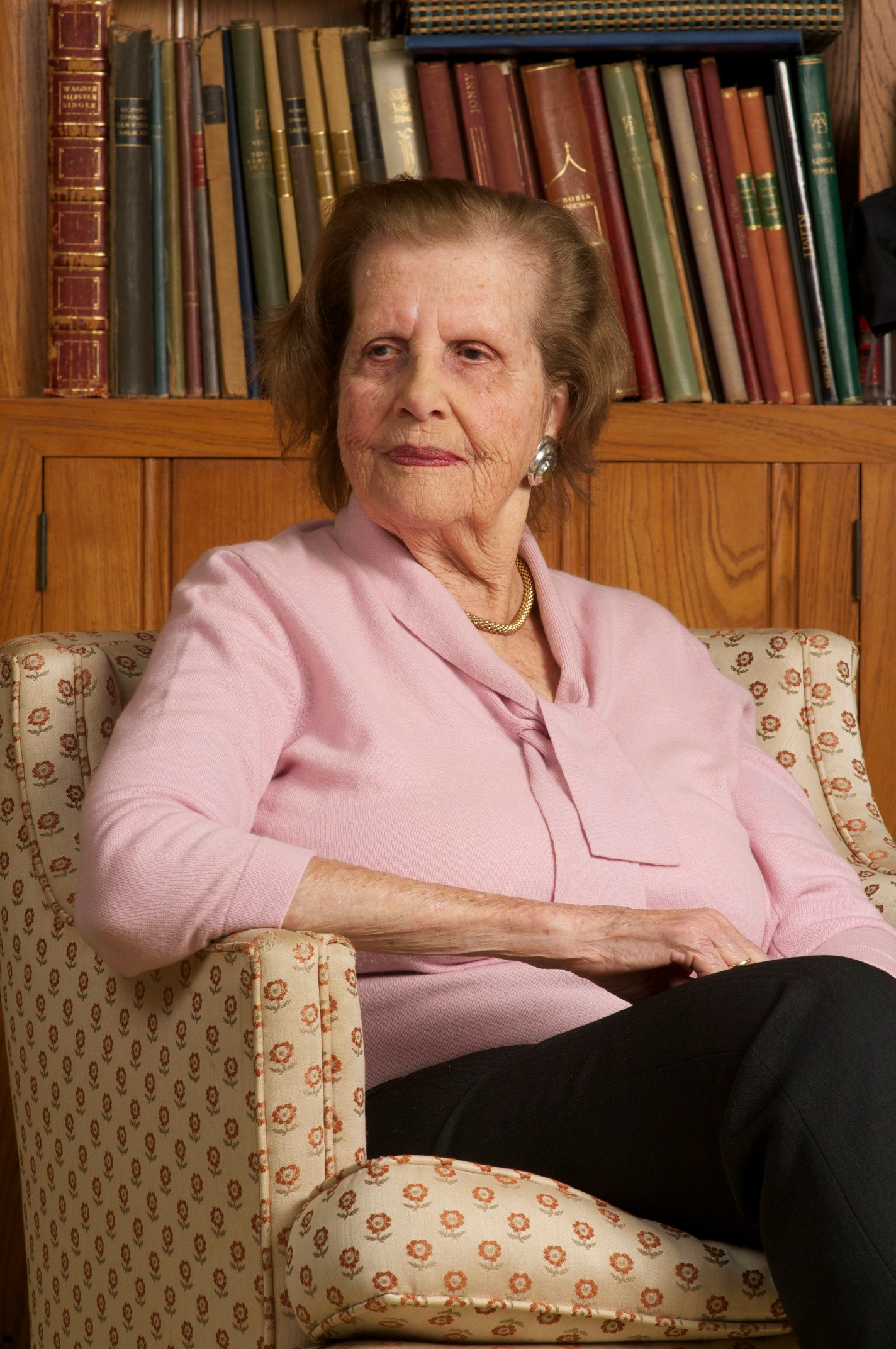
Maria Altmann († 2011)

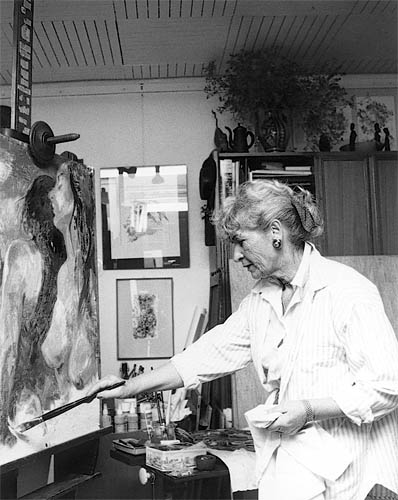
Ruth Baumgarte († 2013)

- 2001: Marianne Breslauer, deutsche Fotografin
- 2001: Anne Morrow Lindbergh, US-amerikanische Flugpionierin und Schriftstellerin, Ehefrau, Copilotin und Navigatorin von Charles Lindbergh
- 2002: Annemarie Auer, deutsche Schriftstellerin
- 2002: Carlos Díaz, kubanischer Sänger
- 2002: Jack Fairman, britischer Automobilrennfahrer
- 2002: Dennis Herrold, US-amerikanischer Rockabilly-Musiker
- 2002: Alexander Meyer von Bremen, deutscher Pianist, Komponist, Arrangeur und Musikpädagoge
- 2003: Augusto Monterroso, guatemaltekischer Schriftsteller und Diplomat
- 2004: Rolf Pohle, deutscher Lehrer, Unterstützer der Rote Armee Fraktion (RAF)
- 2004: Norman Thelwell, britischer Cartoonist
- 2005: Laurence Aarons, australischer Politiker
- 2005: Nedžad Botonjič, slowenischer Fußballspieler
- 2005: Atli Pætursson Dam, färöischer Politiker, Ministerpräsident
- 2005: Jean-Louis Leuba, Schweizer evangelischer Geistlicher und Hochschullehrer
- 2005: Lasar Nikolow, bulgarischer Komponist
- 2005: Paul Rebeyrolle, französischer Maler
- 2005: Hatun Sürücü, deutsch-kurdisches Opfer eines Ehrenmordes
- 2006: Elton Dean, britischer Jazz-/Fusion-Hardrocker
- 2008: Andrew Bertie, britischer Wirtschaftsjournalist, Großmeister des Malteserordens
- 2008: Christine El Mahdy, englische Ägyptologin
- 2008: Frank Geerk, deutscher Dichter und Schriftsteller
- 2008: Jirō Kawamura, japanischer Übersetzer, Literaturwissenschaftler und -kritiker
- 2009: Blossom Dearie, US-amerikanische Jazzsängerin
- 2009: Robert Stromberger, deutscher Drehbuchautor und Schauspieler
- 2010: İlhan Arsel, türkischer Verfassungsrechtler, Hochschullehrer und Religionskritiker
- 2011: Maria Altmann, US-amerikanische Unternehmerin und Kunstsammlerin
- 2013: Ruth Baumgarte, deutsche Malerin und Galeristin
- 2013: Peter Steen, dänischer Schauspieler
- 2015: Jürgen Dietz, deutscher Fastnachts-Büttenredner
- 2016: Karl Otto Meyer, deutsch-dänischer Lehrer, Journalist und Politiker, MdL
- 2016: Fred Oberhauser, deutscher Kulturjournalist, Träger der  Carl-Zuckmayer-Medaille
- 2016: Roger Willemsen, deutscher Publizist und Fernsehmoderator
- 2017: Svend Asmussen, dänischer Jazzmusiker und Schauspieler

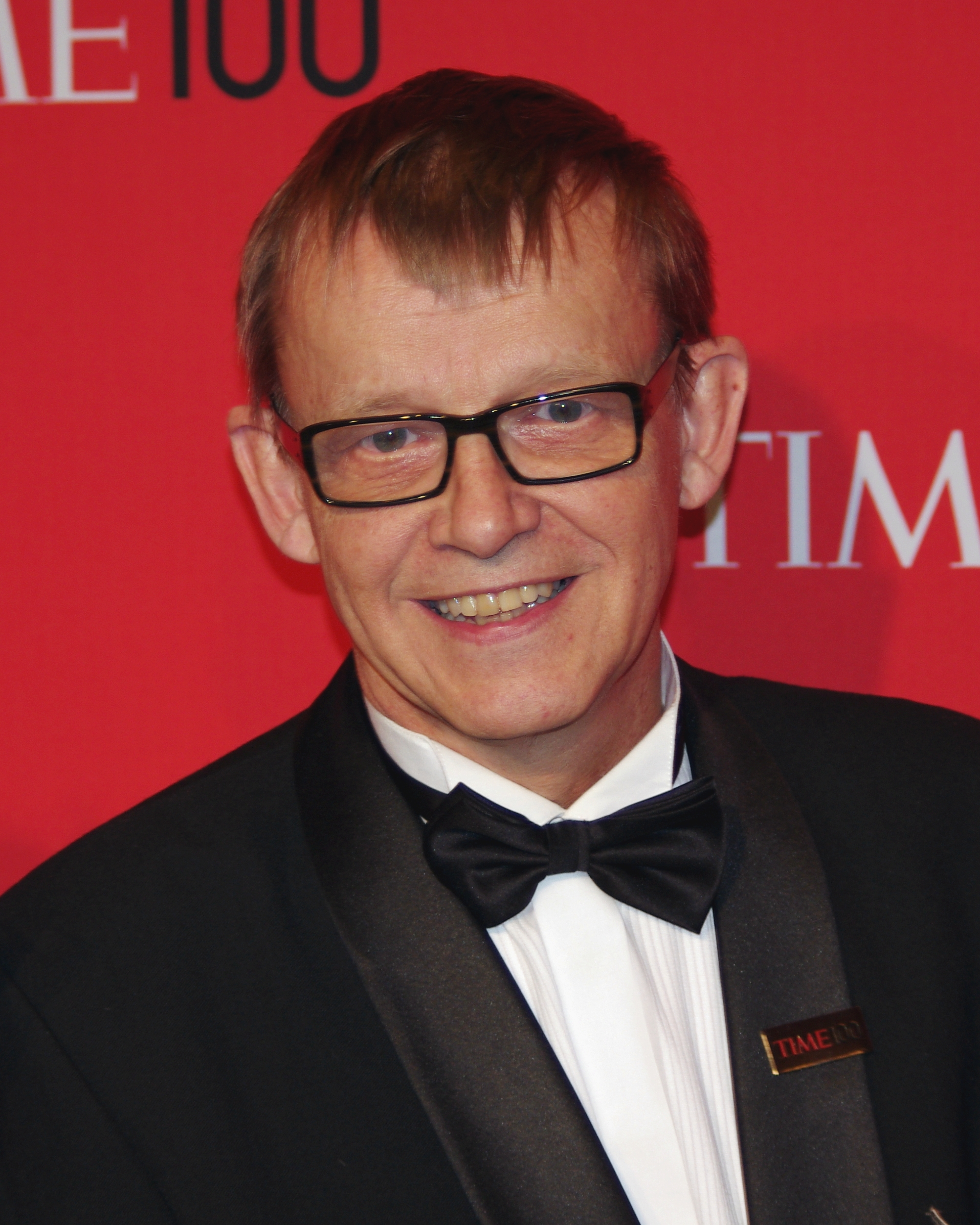
Hans Rosling († 2017)

- 2017: Hans Rosling, schwedischer Mediziner und Autor
- 2017: Klaus Peter Schreiner, deutscher Kabarettist und Autor
- 2017: Tzvetan Todorov, bulgarisch-französischer Philosoph und Essayist
- 2018: Pat Torpey, US-amerikanischer Musiker
- 2019: Albert Finney, britischer Schauspieler
- 2019: Heidi Mohr, deutsche Fußballspielerin
- 2019: Jan Olszewski, polnischer Jurist und Politiker, Ministerpräsident
- 2019: Frank Robinson, US-amerikanischer Baseballspieler und -manager
- 2019: Jörg Schönbohm, deutscher Offizier und Politiker, Inspekteur des Heeres, Staatssekretär, Innensenator in Berlin, Landesminister
- 2020: Orson Bean, US-amerikanischer Schauspieler
- 2020: Lucille Eichengreen, US-amerikanische Holocaust-Überlebende
- 2020: Nexhmije Pagarusha, albanische Sängerin
- 2022: Praveen Kumar, indischer Leichtathlet und Schauspieler
- 2022: Miodrag Mitić, jugoslawischer Volleyballspieler
- 2022: Andrzej Rapacz, polnischer Biathlet
- 2022: Douglas Trumbull, US-amerikanischer Spezialeffektkünstler
- 2023: Alfredo Rizzo, italienischer Leichtathlet
- 2023: Gerhard Wolf, deutscher Schriftsteller, Verlagslektor und Verleger
- 2025ː Katja Burghardt, deutsche Journalistin, Chefredakteurin der Zeitschrift essen & trinken
- 2025ː Gerti Pall, österreichische Schauspielerin

## Feier- und Gedenktage
- Namenstage
  - Ava, Richard, Ronan

Weitere Einträge enthält die Liste von Gedenk- und Aktionstagen.